# Братья Стругацкие
Аркадий Натанович (28 августа 1925, Батуми — 12 октября 1991, Москва) и Борис Натанович (15 апреля 1933, Ленинград — 19 ноября 2012, Санкт-Петербург) Стругацкие — русские советские писатели, сценаристы, одни из немногих советских авторов научной и социальной фантастики, оказавшихся востребованными после распада СССР.
Во второй половине 1950-х годов военный переводчик А. Н. Стругацкий при помощи журналиста Л. С. Петрова и писателя и разведчика Р. Н. Кима опубликовал документальную повесть «Пепел Бикини» (журнальные варианты 1956 и 1957 годов, книжное издание 1958 года) и устроился на должность редактора в Гослитиздат. Б. Н. Стругацкий, работавший в Пулковской обсерватории, также обладал литературными амбициями; по преданию, братья на пари решили писать в соавторстве. В 1957—1959 годах Аркадий и Борис Стругацкие написали повесть «Страна багровых туч» и несколько рассказов, которые сразу обратили на себя внимание критиков. В 1964 году Стругацких приняли в Союз писателей РСФСР. После многих лет экспериментов был разработан метод работы, включавший не только совместное обсуждение идей, но и устное проговаривание каждой фразы. Работа над текстом шла по детальному плану, который разрабатывался заранее и многократно обсуждался.
Начав с произведений в синтетическом жанре приключенческой и научно-технической фантастики, Стругацкие быстро перешли к социальной прогностике и моделированию в форме «реалистической фантастики», идейное содержание которой обёрнуто в острый сюжет. Большинство их книг посвящены установлению контакта с иным разумом, рассмотрению вопроса о допустимости и оправданности вмешательства либо невмешательства в естественную эволюцию цивилизаций любых типов, изучению разных форм утопии и антиутопии.
Немало места в их творчестве уделялось проблеме идеологизации и деидеологизации общества и роли культуры в государстве. В первой половине 1960-х годов Стругацкие создали единый фантастический метамир, условно именуемый «Мир Полудня», в котором разворачивается действие почти десятка повестей. Выстроенный ими образ коммунизма эволюционировал в сторону перманентной геополитической и «геокосмической» экспансии и сопряжённых механизмов социального контроля. Рассмотрение различных форм утопии привело Стругацких (начиная с «Далёкой Радуги») к убеждению в неизбежности раскола человечества на неравные по численности страты, не все представители которых пригодны для вступления в светлое будущее и достойны этого. Беспокоила соавторов и перспектива создания биологической цивилизации, кардинально реконструирующей природу человека и противостоящей технической культуре. Начиная с 1980-х годов Б. Н. Стругацкий приступил к переосмыслению их с братом-соавтором творческого пути в русле либерализма и диссидентства.
Достигнув большой известности в 1960-е годы, Стругацкие попали в полосу гонений против философской фантастики в СССР со стороны Отдела агитации и пропаганды ЦК КПСС и руководства комсомола. В 1970-х — первой половине 1980-х годов сократилось число изданий и переизданий, ряд объёмных текстов приобрёл полузапретный статус, ходил в самиздате («Гадкие лебеди»). На основе повести «Пикник на обочине», не имевшей на тот момент книжных изданий, Стругацкие написали для А. Тарковского сценарий фильма «Сталкер» (1979).
В 1980-е годы Стругацкие стали одними из наиболее издаваемых советских писателей, символом независимости мысли, были награждены Государственной премией РСФСР имени М. Горького (1986). В 1991—1994 годах издательство «Текст» выпустило первое собрание сочинений Стругацких. В 1990-е годы вышло множество изданий, в том числе серия «Миры братьев Стругацких». Коллектив исследователей Стругацких (так называемая «Группа „Людены“») в 2001—2003 годах выпустил 11-томное собрание сочинений на основе архивных текстов, а в 2015—2022 годах — полное собрание сочинений Стругацких в 33 томах.
Творчество Стругацких оказало заметное влияние на распространение инакомыслия в среде советской интеллигенции в 1970—1980-е годы. Произведения Стругацких активно изучались литературоведами (А. Ф. Бритиков (1970), А. А. Урбан (1972), Дарко Сувин (1974), М. Ф. Амусин (1988, 1996), С. Поттс (1991), И. Хауэлл (1994), И. В. Кукулин, И. М. Каспэ и др.), социальными философами (В. В. Сербиненко, Б. В. Межуев), политологами (Ю. С. Черняховская), которые предлагали подчас полярно противоположные интерпретации текстов и идейных конструктов, созданных писателями. Сводные литературные биографии Стругацких, основанные на архивных материалах, интерпретированных исходя из разных идейно-политических предпосылок, представлены писателем-фантастом А. В. Скаландисом (2008) и в соавторстве историком Д. М. Володихиным и писателем Г. М. Прашкевичем (2012).

## Истоки творчества

### Культурная и социально-политическая среда формирования братьев Стругацких
Принципиальной особенностью творчества братьев Стругацких является его коллективный характер. В период между 1941 и 1956 годами Аркадий и Борис Стругацкие жили далеко друг от друга, их не объединяла ни профессиональная деятельность, ни быт; общение по преимуществу происходило в письменной форме. Совершенно разными были обстоятельства формирования личности обоих братьев и их общественно-политических и эстетических взглядов. В частности, несмотря на небольшую разницу в возрасте (около восьми лет), мировоззренчески Аркадий и Борис относились к разным поколениям: в 1941 году старшему из братьев было 16 лет, и его детские годы пришлись на эпоху, «за которую тогда было принято говорить „спасибо“ товарищу Сталину. Без всякой иронии и без всяких „но“ в данном случае: мирная, спокойная жизнь в хорошей семье, среди добрых друзей, в замечательном городе, в любимой стране, которой искренне гордились и взрослые, и дети». Время формирования личности Бориса Стругацкого пришлось на войну, блокаду и эвакуацию, что предопределило негативные воспоминания о годах детства и юности и скептическое отношение к стране и политическому строю.
Социально-политические предпочтения братьев Стругацких формировались в совершенно разной среде. Аркадий Стругацкий, окончив Военный институт иностранных языков, получил специальность офицера-переводчика с японского и английского языков и в 1946—1954 годах имел опыт работы с секретными документами и допросов военнопленных и военных преступников. Борис Стругацкий после возвращения в Ленинград жил обычной жизнью интеллигентного школьника и студента, окончил Ленинградский университет (математико-механический факультет). Их смысложизненные ориентации сближались под воздействием постоянной переписки и редких встреч во время отпусков Аркадия, проводимых в Ленинграде. После демобилизации старшего из братьев в 1956 году он обосновался в Москве, встречи с братом и переписка стали намного интенсивнее, но основной круг общения и друзей оставался разным до конца жизни, хотя и относился к советской научно-технической и артистической элите (включая Наума Коржавина и Владимира Высоцкого). Путь обоих братьев в литературу пришёлся на период «оттепели» и порождённого ею научно-технического романтизма, весьма плодотворного для социального проектирования.
Круг чтения Стругацких, обеспечивший их претекстами и образцами для выработки собственного литературного стиля, был своеобразен. Аркадий и Борис Стругацкие интересовались философией, изучая труды классиков марксизма-ленинизма не только по служебным или учебным обязанностям. Оба ценили русскую классическую литературу, указывая, что учились писать у Н. В. Гоголя, Л. Н. Толстого и А. Н. Толстого. Аркадий Стругацкий, свободно владевший японским и английским языками, долгие годы профессионально следил за литературными новинками; по-видимому, он рано прочитал Оруэлла. Ему были доступны в оригинале многие японские авторы, в том числе такие как Акутагава, Кикути Кан, Арисима Такэо. В то же время именно к японской поэзии А. Стругацкий был равнодушен, все эпиграфы и цитаты из японских авторов подбирал Борис Натанович. Оба брата с детства любили приключенческую литературу и фантастику, отдавая предпочтение зарубежным авторам. Большинство книг Киплинга, Дюма, Уэллса, Жаколио и других писателей было невозможно достать в продаже или в публичных библиотеках, и они происходили из книжных собраний родителей или друзей.

### Путь в литературу. Авторский тандем
По воспоминаниям Аркадия Стругацкого, к литературе, в том числе фантастической, его приохотил отец Натан Залманович, рассказывая ему в детстве «бесконечный роман, созданный им самим по сюжетам книг Майна Рида, Жюля Верна, Фенимора Купера». Попытки писать фантастическую прозу старший из братьев Стругацких предпринимал ещё в конце 1930-х годов (по свидетельству Б. Н. Стругацкого, это была повесть «Находка майора Ковалёва», утраченная во время ленинградской блокады). Подобного рода сюжеты сочинялись изустно и проговаривались вместе с другом и соседом по лестничной клетке Игорем Ашмариным. По оценке Михаила Шавшина, личность Ашмарина, по-видимому, оказала большое влияние на жизнь как минимум старшего из братьев, ибо он выступал прототипом для персонажей многих литературных произведений. Иногда до «литературного пиршества» допускался и младший брат Борис. Сохранилось письмо от 20 мая 1943 года, когда Аркадий учился в артиллерийской школе и упоминал их совместную с Борисом повесть о похождениях матери и младшего брата в блокадном Ленинграде («Напиши мне подробнее, как у тебя идёт работа над повестью и по какому плану»). Аркадию тогда было семнадцать лет, Борису — десять. Сохранившиеся в архиве тексты относятся к более позднему периоду, в особенности — службе А. Стругацкого на Камчатке, оставлявшей свободное время.
Литературным «крёстным отцом» братьев Стругацких оказался Роман Ким — контрразведчик, работавший по японскому направлению, являвшийся известным в Советском Союзе писателем приключенческого жанра. Биографы расходятся во мнениях, когда произошло их знакомство. В переписке братьев 1952 года упоминается повесть Кима «Тетрадь, найденная в Сунчоне», которую Аркадий настойчиво рекомендовал к прочтению Борису. Непосредственное знакомство могло состояться в 1954 или 1958 году (в последнем случае имеются документальные свидетельства). В 1954 году Аркадий Стругацкий написал документальную повесть «Пепел Бикини» (о судьбе экипажа рыболовной шхуны «Фукурю-мару»), «пробивать» которую взялся его сослуживец — сотрудник Совинформбюро Лев Петров. Петрову удалось устроить публикацию в журнале «Дальний Восток», и в апреле 1956 года редактором повести стал Р. Н. Ким. По предположению краеведа Виктора Петровича Бури, в редактировании повести не мог не принимать участия и Аркадий Стругацкий, таким образом, его знакомство с Кимом относится к апрелю 1956 года. Решение о публикации было принято в августе 1956 года, авторский гонорар разделили пополам; и Стругацкий, и Петров к тому времени уже обосновались в Москве. Роман Ким курировал фантастическое направление в Союзе писателей и в 1963 году активно помогал Стругацким, подчёркивая, что «заграница ведёт в фантастике широчайшее антисоветское и антикоммунистическое наступление». Соответственно, и Стругацкие считали его одним из важнейших деятелей, обеспечивших подъём советской фантастики.
В 1958 году, когда Стругацкие ожидали прохождения дебютной повести «Страна багровых туч» в редакции «Детгиза», Р. Ким организовывал выпуск специализированного альманаха фантастики и приключений и заказал Аркадию Стругацкому повесть «Извне». Тогда же состоялось знакомство с Иваном Ефремовым. В декабре 1960 года рекомендацию Стругацким на вступление в Союз советских писателей дали Р. Ким, И. Ефремов и критик К. Андреев. Процедура приёма по ряду причин затянулась (при том, что подсекция приключений и научной фантастики дважды рекомендовала ускорить процесс), и лишь 25 февраля 1964 года на приёмной комиссии Союза писателей Аркадий и Борис Стругацкие были избраны девятью голосами при пяти воздержавшихся. Вторично рекомендации предоставили И. Ефремов, К. Андреев и А. Громова.
После 1966—1968 годов изменилось отношение к фантастической литературе (особенно разрабатываемой Стругацкими философской фантастике) на уровне Отдела агитации и пропаганды ЦК КПСС и ЦК ВЛКСМ. Это выразилось в издании закрытых постановлений, регулирующих издательскую политику в области фантастики, и развёрнутых в прессе критических кампаниях против конкретных писателей и произведений. Серьёзные конфликты соавторов с партийными властями произошли в 1968 и 1972 годах в связи с публикацией повести «Сказка о Тройке» в альманахе «Ангара» и печатанием повести «Гадкие лебеди» в эмигрантском издании «Грани». После 1968 года три произведения Стругацких («Сказка о Тройке», «Улитка на склоне», «Гадкие лебеди») постепенно переходят в разряд неподцензурной литературы, распространяемой в самиздате. Попытки Стругацких отмежеваться от публикаций в эмигрантских изданиях в Европе оказались малоуспешными, даже несмотря на опровержение в «Литературной газете» в 1972 году. Каждая из подобных публикаций всё более отдаляла авторов от официальной печати. Знаковой для Стругацких в их отношениях с властями и одновременно издательской политики СССР в области фантастики стала история публикации повести «Пикник на обочине», тянувшаяся десять лет. В 1970 году авторы подали в редакцию «Молодой гвардии» заявку на сборник «Неназначенные встречи» («Извне», «Малыш», «Пикник на обочине»), который вышел в свет после неоднократных напоминаний и даже судебных исков в 1980 году. В 1974 году интерес к Б. Стругацкому проявили в КГБ в связи с делом его друга Михаила Хейфеца, арестованного за распространение собственной статьи «Иосиф Бродский и наше поколение» (предисловие к так называемому «марамзинскому собранию» сочинений Бродского). Борис Стругацкий и его супруга Аделаида (урождённая Карпелюк) проходили свидетелями. Эмоциональные переживания отразились на тональности и сюжетной идее повести «За миллиард лет до конца света». Хотя в 1960—1970-е годы в советской нереалистической литературе Стругацкие (как и И. А. Ефремов) представляли либерально-реформаторское направление, их нельзя было причислять к диссидентам и антисоветчикам; вплоть до самых последних лет они демонстрировали лояльность власти.
В творческом тандеме Аркадий Натанович и Борис Натанович со временем менялись ролями. По свидетельству младшего из братьев, в десятилетие 1955—1965 годов старший — Аркадий — «был… напорист, невероятно трудоспособен и трудолюбив и никакой на свете работы не боялся. Наверное, после армии этот штатский мир казался ему вместилищем неограниченных свобод и невероятных возможностей». Отмечается, что спустя двадцать лет главенство (в плане сюжетных и издательских инициатив) явно перешло к Борису Стругацкому. К началу 1991 года наступил надлом, когда, по выражению А. Скаландиса, «соединять то, что они придумывали и писали теперь, стало окончательно невозможно». Последняя встреча Аркадия и Бориса Стругацких состоялась в Москве 16—19 января 1991 года и завершилась тяжёлой ссорой, возможно, связанной с заболеванием старшего из братьев. Однако в ведущемся обоими соавторами рабочем дневнике запись «Писателя „бр<атья> Стругацкие“ больше нет» была внесена Б. Н. Стругацким 13 октября — на следующий день после кончины брата.

### Литературная техника. Работа в соавторстве
Сотворчество двух братьев, которые жили и работали в разных городах, выделяло Стругацких с точки зрения литературной техники. В интервью писатели отшучивались, из-за чего возникла легенда, что они встречались для работы на станции Бологое, на полпути между Ленинградом и Москвой. В действительности разработка методов совместного творчества затянулась более чем на десятилетие и окончательно оформилась к 1960 году. Долгое время инициатором проектов творческого тандема был Аркадий Натанович, который во время службы в армии (в Сибири, на Камчатке и на Дальнем Востоке) пробовал себя в написании рассказов и повестей, тогда как Борис Натанович выступал в качестве первого читателя, рецензента и консультанта по «техническим вопросам». Во второй половине 1950-х годов, когда Аркадий Стругацкий демобилизовался и работал редактором в разных издательствах Москвы, братья не оставили идеи совместного творчества. Однако техника, применяемая во время написания «Страны багровых туч», определяется А. В. Снигирёвым как «странная»: соавторы писали независимо, пересылая друг другу готовые главы, фрагменты и части. Эта техника воспринималась самими Стругацкими как «ущербная» ещё в переписке 1956 года. В дальнейшем Борис Натанович нередко выступал как «генератор идей», которые воплощал в тексте Аркадий, однако старший из братьев настаивал, что писать надо вместе: «Фирма „АБС“ должна действовать единым фронтом».
В 1958 году соавторы опробовали и отвергли концепцию «ступенчатого редактирования», когда Аркадий посылал Борису главы по мере готовности и после редактирования получал их обратно. В это же время братья пытались экспериментировать в разных жанрах и формах: старший — в романной, младший писал рассказы. Иногда они менялись ролями. К 1955 году относился рассказ «Песчаная горячка», написанный экспромтом, как буриме, без всякого предварительного плана, однако в итоге получилась цельная вещь. Помимо работы с текстом, много хлопот доставляло общение с редакциями журналов и руководством издательствами, ведение текущей переписки и деловых встреч, что вызывало конфликты из-за распределения обязанностей ещё в 1960-е годы, когда братья активно публиковались и стали востребованными писателями. Окончательно метод работы в соавторстве оформился или ко времени завершения «Страны багровых туч», или при написании повести «Путь на Амальтею» в 1959 году. В ретроспективном «Комментарии к пройденному» Б. Н. Стругацкий утверждал, что соавторы, перепробовав все мыслимые схемы и варианты работы вдвоём, методом проб и ошибок создали окончательную технику, которой придерживались до самого конца их творческого тандема.

Специфика работы АБС, когда любой мало-мальски серьёзный текст создается обязательно вдвоём, единовременно, слово за словом, абзац за абзацем, страница за страницей; когда любая фраза черновика имеет своими предшественниками две-три-четыре фразы, предложенные в качестве вариантов, произнесённые некогда вслух, но нигде не записанные; когда окончательный текст есть сплав двух — иногда очень разных — представлений о нём, и даже не сплав, а некое химическое соединение на молекулярном уровне, — специфика эта порождает, помимо всего прочего, ещё и два следствия, носящих чисто количественный характер.
Во-первых, количество бумаги в архивах уменьшается до минимума. Каждый роман существует в архиве всего в виде одного, максимум — двух черновиков, каждый из которых на самом деле есть занесённый на бумагу, отредактированный и спрессованный текст двух-трёх-четырёх УСТНЫХ черновиков, в своё время проговоренных авторами и отшлифованных в процессе более или менее свирепой дискуссии.
Относительно коротким рабочим встречам (сначала на дому у соавторов, после вступления их в Союз писателей — в домах творчества) предшествовала длительная подготовка материала. Работа начиналась только после предварительной разработки плана произведения, иногда доходящей до мелочей (включая расстановку мизансцен или даже ключевых фраз). Процесс письма, по выражению Б. Н. Стругацкого, представлял собой «наращивание мяса на скелет»: текст был результатом непрерывного диалога, обсуждения в буквальном смысле каждого слова и фразы. Дальнейшая работа с текстом, связанная с прохождением редактуры и цензуры, также носила интенсивный характер, хотя Б. Стругацкий оценивал её чаще всего негативно. Однако, по оценке А. В. Снигирёва, опубликованные черновые и подготовительные материалы позволяют заключить, что предложения редакторов и цензоров делали тексты значительно более качественными и с художественной, и с идейной точки зрения, способствовали более точной работе над каждым словом и всем содержанием текста. По А. В. Снигирёву, тексты Стругацких, носящие «внутренний» характер или не предназначенные для печати, наглядно демонстрируют определённую «слабость» по сравнению с опубликованными.

## Эволюция творчества

### Варианты периодизации
В исследованиях российских и западных стругацковедов было предложено несколько вариантов типологий творчества и периодизаций произведений Аркадия и Бориса Стругацких. Так, американский русист Ивонн Хауэлл утверждала, что после 1965 года оптимизм молодых писателей сменяется «безнадёжной борьбой с неподвластными им силами», и связывала это с изменениями в динамике научных сообществ, в которых писатели существовали и которые служили им социологической моделью и ориентиром.
Одну из первых целостных периодизаций предложил в 1991 году американский литературовед Стивен Поттс, который рассматривал писателей в историко-критическом и историко-литературном контекстах. Отсчёт произведений он вёл от 1960 года, рассматривая в комплексе сборники рассказов («Путь на Амальтею» и «Шесть спичек») и трилогию «Страна багровых туч», «Путь на Амальтею», «Стажёры»:
1. 1960—1962 годы: «оптимистический этап», проникнутый верой в светлое коммунистическое будущее. Произведения этого периода относятся к «твёрдой» научной фантастике, во многом напоминая американскую фантастику из журнала «Analog».
2. 1962—1963 годы («Полдень, XXII век», «Стажёры», «Попытка к бегству», «Далёкая Радуга»): знаковой названа повесть «Попытка к бегству», провозглашающая идею превосходства коммунистического строя над иными формами организации общества.
3. 1964—1974 годы (от повести «Трудно быть богом» до повести «Парень из преисподней»): наивысший расцвет творческой активности Стругацких. Последние произведения, источником которых служила диалектика «советской теории исторического прогресса и эмпирических реалий человеческой слабости». Произведения отмечены художественной и философской цельностью. «Улитка на склоне» и «Гадкие лебеди» пронизаны кафкианским сюрреализмом.
4. 1976—1990 годы (от повести «За миллиард лет до конца света» до пьесы «Жиды города Питера, или Невесёлые беседы при свечах»). С. Поттс лишь мельком упоминал об этих произведениях[48].

Литературовед и переводчик Алла Кузнецова использовала группировку произведений по смысловым и содержательным особенностям, выделив в творчестве Стругацких три цикла:
1. Cказочно-сатирический цикл (повести «Понедельник начинается в субботу» и «Сказка о Тройке»).
2. «Мир будущего» («Полдень, XXII век», «Попытка к бегству», «Далёкая Радуга», «Беспокойство», «Малыш»).
3. Цикл «о разведчиках» («Трудно быть богом», «Обитаемый остров», «Жук в муравейнике», «Парень из преисподней», «Волны гасят ветер»).

По мнению А. В. Фролова, при многих достоинствах, такая классификация упускает динамику авторской мысли и изменение социально-политической позиции авторов. В диссертации 2004 года А. Кузнецова использовала пятичастную разбивку по хронологии, напоминающую позднее предложенную И. Нероновой:
1. 1955—1961 годы — ранний этап, идиллическая «история будущего», основной конфликт — столкновение человека с силами природы; период «твёрдой» научной фантастики.
2. 1962—1964 годы — «исследование более сложного и болезненного мира» (в терминологии Д. Сувина), где конфликт уже строится на столкновении двух обществ, двух этик; переходный период от «твёрдой» научной фантастики к социальной.
3. 1965—1970 годы — эксперименты с формой, переход к притчевости с опорой на точку зрения «остранённого», «наивного» героя.
4. 1971—1979 годы — смена творческой парадигмы, поиски нового стиля.
5. 1980—1991 годы — поздний этап[53].

Литературовед И. В. Неронова выделяла пять хронологически-идейных блоков в творчестве Стругацких, а также обосновывала существование «этапных» произведений, которые определяли переход к новому этапу творчества, соединяя черты двух периодов: предыдущего и последующего. Таковы «Стажёры», «Хищные вещи века», «Пикник на обочине», «Жук в муравейнике». А. В. Фролов выделял два объёмных периода: утопического мировосприятия (1957—1965) и синтетического мировосприятия (1966—1988). Периодизация творчества Стругацких приводится в данном разделе по диссертации А. Кузнецовой и монографии В. Милославской.

### Произведения первого (утопического) периода (1958—1961)

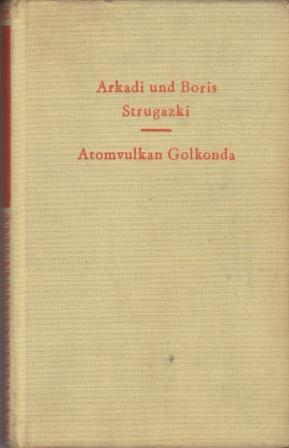
Повесть «Страна багровых туч». Обложка немецкого перевода Вилли Бергера (Берлин, Verlag Kultur und Progress, 1961)

В дебютной повести «Страна багровых туч» (1959) и примыкающих рассказах («Извне», «Забытый эксперимент», «Шесть спичек», «Испытание СКИБР», «Частные предположения») в основных чертах проявилась творческая манера соавторов. К ним относятся изображение героя с присущими ему индивидуальными чертами, помещённого в масштабы Вселенной, и моделирование общества, исходя из вечных категорий Добра и Зла. Так, в рассказе «Шесть спичек» через восприятие своего героя — инспектора, расследующего несчастный случай с учёным, экспериментировавшим с собственным мозгом, — Стругацкие заявили, что прогресс должен иметь границы, особенно в случае с жизнью человека. В повестях «Страна багровых туч», «Путь на Амальтею» (1960) и «Стажёры» (1962) появляются сквозные персонажи — космолётчики Быков, Дауге, Юрковский и Жилин, действующие на разных этапах своей карьеры первопроходцев. Эта трилогия открыла стругацковскую «историю будущего». В мире Стругацких на рубеже XX—XXI веков коммунизм «обогнал» капитализм по всем фронтам, а человечество ведёт широкомасштабное и планомерное освоение космических тел. В «Стажёрах» сюжетообразующей конструкцией является описание космический инспекции, которую возглавляет Юрковский, ставший посланником Международного управления космических сообщений. В каждой из глав описан самостоятельный сюжет, несущий читателю «урок жизни»: так, на астероиде Эйномия в предельно суровых условиях живут физики, не теряющие позитивного настроя, «настоящие люди в процессе настоящей работы». Им противопоставлен «островок капитализма» на астероиде Бамберга, где шахтёры добывают драгоценные камни для частной фирмы. Много места в повести занимает рассмотрение личностного героизма, который видится авторам как бессмыслица, потакание собственным слабостям. В финале повести бортинженер Жилин приходит к выводу, что будущее — в воспитании новых поколений на Земле, «и я останусь на Земле».
Вершиной утопического творчества Стругацких является повесть «Полдень, XXII век» (1961, первоначально называлась «Возвращение»), по форме представляющая собой цикл из двух десятков новелл, пронизанных «оттепельным» оптимизмом. Здесь Стругацкие демонстрировали «обыкновенных» людей победившего коммунизма, занятых главным в своей жизни делом — научным поиском, не исключающим нравственной ответственности перед человечеством в целом. Работа для жителей коммунизма — высшее счастье, ничего более интересного просто не существует. В мире XXII века нет капитализма и социального зла (у Стругацких это синонимы), но герои постоянно сталкиваются с вопросами цены и необходимости прогресса, природы героизма, потребностей каждого человека в труде и ценности личности, важности воспитания юных коммунаров. Эти темы доминировали во всём последующем творчестве авторов. Писатели продолжили тему контакта с внеземным разумом, его непознаваемости и неготовности человека к его познанию. В рассказе «Бедные злые люди» впервые вводится проблема столкновения передовой цивилизации коммунистической Земли и отсталого средневекового общества на далёкой планете и попыток коммунаров ускорить её развитие. В дальнейшем это разовьётся в целостную концепцию прогрессорства.

### Повести второго этапа (1962—1965)
В повести «Далёкая Радуга» (1963) описана катастрофа на далёкой планете в результате проводившихся учёными-физиками опасных экспериментов; повесть отобразила одну из основных тем дальнейшего творчества Стругацких — нравственного выбора человека, оказавшегося в тяжёлом положении, «когда выбирать нужно между плохим и очень плохим». Это произведение знаменовало расставание с утопическим конструированием: Стругацкие прямо заявили об опасности прогресса, не ограниченного нормами морали. На Радуге проявился раскол человечества победившего коммунизма на «физиков» и «лириков», которые не понимают друг друга и не нуждаются друг в друге.
Столкнуться с прошлым, задуматься о том, возможно ли избавление от «палеолита в сознании», пришлось героям повести «Попытка к бегству» (1962). Сюжет этой повести включает как утопические элементы, так и вопросы неудачного Контакта на многих уровнях. Жители высокоразвитой коммунистической Земли 2250 года случайно попадают на планету, цивилизация которой находится на уровне феодального строя. Могучая межзвёздная раса, называемая Странниками, когда-то оставила на планете управляемые непонятным образом механизмы, которые невежественные аборигены пытаются поставить себе на службу. Среди землян-коммунаров находится неведомо откуда взявшийся историк, который на самом деле — солдат Великой Отечественной войны, бежавший из концлагеря в утопическое будущее Земли. Повесть «Трудно быть богом» (1964) выводила психологизм Стругацких на принципиально иной план: посланцы земного Института экспериментальной истории оказались на планете, развитие которой входит в противоречие с идеями коммунизма. «Кроме того, общество этой планеты дегенерирует до фашизма, не проходя стадию капитализма». Землянин Антон, который предстаёт перед аборигенами в образе благородного дона Руматы Эсторского, не имеет, как и все сотрудники Института, права напрямую вмешиваться в ход развития цивилизации на планете — в данном случае в стране Арканаре. Однако Антон по мере сил пытается помешать творящейся вокруг несправедливости; вдобавок он связался с местной девушкой Кирой — его возлюбленной, что мешает Румате действовать объективно, с отстранённостью учёного, хотя его готовили именно к этому. Под влиянием окружения Антон-Румата всё больше сливается со своей ролью. В финале, когда его возлюбленную убили, Румата, по мнению А. В. Фролова, становится самим собой, неистовым и непоколебимым арканарским доном, «который на собственном примере показывает этому жестокому миру, что из сложившейся ситуации есть лишь один выход и это вовсе не земная этика, а борьба, пусть и заранее обречённая». Обе повести посвящены проблеме вмешательства и невмешательства высшей цивилизации в дела отсталых миров, и Стругацкие предупреждают, что импульсивное вмешательство может нести гибель и несчастье тем, кому субъект действия пытается оказать помощь.
К актуальным проблемам современности Стругацкие обратились в повести «Хищные вещи века» (1965), которая является, по словам Войцеха Кайтоха, «специфически советской антиутопией», первой в русской литературе «антиутопией в утопии». Иван Жилин, заявивший в финале «Стажёров», что «главное — на Земле», после этого сделался секретным агентом, направленным в последний оплот капитализма для поиска информации о распространяемом там наркотике. Неназванный город кажется сказочным миром изобилия, но это — лишь маска, которой прикрывается бездуховность и аморальность его населения. «Здесь люди настолько опустошены, что готовы развлекать себя самыми опасными и откровенно безумными способами. Например, туристы и местные жители периодически спускаются в заброшенное метро, рискуя погибнуть в лапах древнего робота, чья программа дала сбой. Здесь все достижения науки, все удивительные и, по существу, передовые технологии подчинены исключительно человеческому гедонизму». Так называемые «меценаты» скупают и уничтожают на своих собраниях оригиналы произведений искусства. Новый наркотик — «слег» — оказывается не химическим веществом, а устройством для волнового воздействия на мозг, собираемым из общедоступных компонентов, что затрудняет борьбу с ним. Даже агент-предшественник Жилина стал слегачом и отправлял в штаб ложные донесения, чтобы оставить ситуацию как есть. Герои не могут решить, является ли появление слега закономерностью развития цивилизации. В финале повести Жилин решает остаться в этом сумасшедшем мире, потому что только так он может защитить ребёнка, с которым познакомился в городе. Лишь воля и доброта вернут людям человеческое содержание.

### Творчество третьего (синтетического) периода: 1965—1970 годы
Во второй половине 1960-х годов Стругацкие временно отходят от ранее заявленных тем и жанров, активно экспериментируя в рамках философской фантастики, сатиры и даже фэнтези. Кардинально меняется форма произведений: Аркадий и Борис Стругацкие начинают использовать сюрреалистическую манеру, зачастую — на фоне сугубо экзистенциальных рассуждений. Искрящаяся юмором и оптимизмом «сказка для научных сотрудников младшего возраста» «Понедельник начинается в субботу» (1965) является синтезом сатиры и классического фэнтези, хотя по духу близка к традиционному русскому фольклору. В третьей части повести главный герой попадает в миры описываемого будущего — советских утопий и западных антиутопий; эти сцены откровенно высмеивают и собственные коммунистические искания авторов и их современников, и сам фантастический жанр. Совершенно иным по духу оказалось продолжение этой повести — «Сказка о Тройке» (1968), в которой разнообразными сказочными феноменами распоряжается Тройка: архетип управленцев, для которых власть представляет самоцель. «Тройка» отметает всё непонятное, в каждом случае демонстрируя отсутствие логики и элементарного здравого смысла. Роднит обе повести и откровенный пессимизм в финале: авторы не дают читателям надежды на то, что перемены в принципе возможны. Сложная в философском отношении повесть «Улитка на склоне» (1966) построена по принципу «роман в романе». Действие происходит параллельно в двух соприкасающихся пространствах — в Лесу и в Управлении по делам Леса. Каждое из этих пространств служит фоном действий главных героев. Сотрудник Управления интеллектуал Перец борется с жестокой и неприступной бюрократией, в то время как Кандид стремится победить первобытный, инстинктивный Лес. Авторы демонстрируют два пути поиска смысложизненных ориентиров, которые скрывают в себе глубокие экзистенциальные идеи о назначении человека и смысле будущего. Экзистенциалистские поиски продолжились в сатирической повести «Второе нашествие марсиан» (1968).
Во второй половине 1960-х годов в творчестве Стругацких нарастает пессимизм, и они переходят к пересмотру основ лево-коммунистической утопии. В повести «Гадкие лебеди» (1967, опубликована в 1986) братья Стругацкие открыто провозгласили несбыточность утопических надежд человечества по причине патологической слабости человеческой природы. Если в «Трудно быть богом» жестокий и неприятный мир имеет будущее, то в «Улитке на склоне» будущее выглядит весьма неопределённо; в «Гадких лебедях» его не существует в принципе. Разные герои предлагают собственные проекты нового мирового порядка, но он в любом случае ведёт не к торжеству масс, а к полному лишению этих масс гражданских прав в угоду количественно меньшей элите. Главный герой вынужден постигать мертвящую истину: «Будущее создаётся тобой, но не для тебя». В повести «Обитаемый остров» (1968, опубликована в 1971) Стругацкие не в позитивном ключе подняли тему человеческой природы и особенностей исторического развития цивилизации. Ничего не понимающий землянин Максим Каммерер из мира коммунизма оказывается в обществе, выпавшем из генеральной линии прогресса, где построено всеобъемлющее тоталитарное государство, в буквальном смысле контролирующее сознание почти всех жителей (кроме ничтожных по численности «выродков»). Главный контролёр системы по кличке Странник оказывается главой миссии землян, которому Максим — главный герой — по неведению порушил все планы. Максим не столь самодостаточен, как Антон-Румата, он молод, импульсивен и постоянно совершает ошибки. В его судьбе главную роль играет последовательность событий, а не воля и его личные решения. Будущего у планеты, пережившей ядерную войну, нет, веры в победу человечества на фоне грядущей анархии и хаоса уже не ощущается.

### Четвёртый этап: произведения 1970-х годов
Произведения Стругацких рубежа 1960—1970-х годов посвящены проблеме контакта. В повести «Пикник на обочине» (1971, публикация 1980) действие разворачивается в стереотипном американском городке Хармонт — одном из шести мест на Земле, где побывали пришельцы. Несмотря на то, что самих пришельцев никто не видел, факт их посещения очевиден: эти шесть мест переполнены непонятными, порой откровенно опасными аномалиями, а также артефактами, которые локально меняют законы физики. Зоны посещения огорожены и посещаются учёными, а также авантюристами, так называемыми сталкерами, расхищающими артефакты для продажи. Мыслящие герои приходят к выводу, что люди принципиально неспособны познать и принять чуждое, в частности — пресловутый инопланетный разум. Все попытки познания и принятия пресекаются человеческой слабостью, безволием и антропоморфизмом. В финале во всём разуверившийся сталкер Рэд Шухарт молит инопланетный исполнитель желаний о «счастье всем, даром», не имея никакой конкретной программы будущего и даже не очень понимая, чего именно хочет. Параллельно Стругацкие работали над повестями «Отель „У Погибшего Альпиниста“» (1970) и «Малыш» (1971). В «Отеле…» авторы предприняли рискованный эксперимент по созданию фантастического детектива, который вызвал противоречивые взгляды критиков. Бессильными против почти инстинктивного невежества землян оказались в повести почти всемогущие пришельцы. В «Малыше» представлена история ребёнка, который воспитывался инопланетянами. Согласно А. Фролову, это явная отсылка к творчеству Роберта Хайнлайна, его роману «Чужак в чужой стране». Чудом выжившее дитя эпохи Полдня взращено неведомой разумной силой, приобретает сверхчеловеческие качества, но не может восстановить отношений с землянами из космической экспедиции и остаётся в одиночестве на планете, которая, судя по всему, так и не стала ему родиной. Похожие мотивы содержатся в повести «Парень из преисподней»: веривший в свою страну юный ветеран войны был из самых благих намерений спасён коммунарами Полдня, но оказывается, что у него отнято всё, что он ценил в жизни.
В 1972—1975 годах Стругацкие работали над романом «Град обреченный», который был издан лишь в 1987 году. В романе показано общество, лишённое идеологии, не знающее смысла и целей своего существования, и потому «Град…» воспринимался как политически злободневный в эпоху перестройки. Этот сложный многослойный текст, посвящённый грандиозному Эксперименту над человечеством, открыл ряд произведений писателей, включающих автобиографические элементы. Биография главного героя романа «Хромая судьба» (1982, опубликован в 1986) следует канве жизни Аркадия Стругацкого. Этот текст также построен по принципу «роман в романе», и в качестве главного творения пожилого писателя в его состав включены целиком «Гадкие лебеди». В социальной трагедии «За миллиард лет до конца света» (1976) сюжет строится на контрасте между человеческим разумом и некоей бездушной силой, которая непознаваема для главных героев. Если в предшествующих произведениях индивиду противостояли окружающие обстоятельства, то в этой повести герой противостоит целому миру, который стремится остановить прогресс. Физик Малянов совершает фундаментальное открытие («Взаимодействие звёзд с диффузной материей в Галактике») и, столкнувшись с чередой странных событий, приходит к выводу, что его пытается остановить сама Вселенная. Остальные герои поставлены перед жестокой необходимостью выбирать между возможностью творить под угрозой смерти либо отказаться от своих убеждений ради спокойной жизни. Здесь возможны самые разные интерпретации как сущности происходящего, так и финального выбора героев, который подан авторами как ошибочный в любом из вариантов. Присутствует в повести и мотив «сопротивления прорывам»: каждый человек, увлечённый интересной работой, выходящий на порог достижения чего-то принципиально нового, оказывается объектом непереносимого давления (формально — совокупности случайных факторов, не имеющих разумного объяснения), заставляющего его выбирать — отказаться от работы или оказаться раздавленным. Впервые — в другом контексте — эта мысль появилась в «Трудно быть богом».

### Пятый этап: творчество 1980-х годов
Окончательное расставание с утопией Полдня настало в 1980-е годы. Повесть «Жук в муравейнике» (1979) в жанровом отношении представляет собой космические приключения, маскирующие глубокие философские размышления о неизвестном, непознанном и патологической неспособности человека воспринимать реальность. Неудачи в понимании инопланетных, и шире — иных реалий, обусловлены слабостью индивида, отсутствием гибкой интуиции и комплексного ви́дения, наличием откровенно закоснелого, стереотипного мышления. Также выясняется, что слабость человеческой природы неизбежно приводит к появлению спецслужб даже в мире победившего коммунизма. Заключительная повесть о жизни и приключениях Максима Каммерера называется «Волны гасят ветер» (1984). Максим сам становится региональным главой спецслужбы и вынужден расследовать череду странных и пугающих происшествий, происходящих как на Земле, так и на Периферии (то есть на самой границе исследованных человечеством областей космоса). В финале оказывается, что человечеству грозит глубокий и необратимый раскол, в отношении Земли ведётся непонятная деятельность, но не инопланетянами, а люденами — достигшей уровня сверхсуществ ничтожно малой группой бывших землян. В обеих повестях показан механизм возникновения и нагнетания социальной истерии, причём в «Волнах…» описана ситуация искусственного создания и управляемого развития массовых психозов в интересах стремящихся к доминированию меньшинств.
Последнее крупное произведения Стругацких — роман «Отягощённые злом, или Сорок лет спустя» (1988) — подводило итоговую черту под всем их творчеством. Это и последнее произведение, построенное по принципу «роман в романе», и единственное, целиком посвящённое теме учительства. Здесь представлены все основные темы стругацковского творчества, включая противостояние героя и социума, проблемы будущего и цены, которой придётся заплатить за него. Немаловажной для сюжета является проблема искажения исторической реальности. Роман отражал глубочайшее разочарование как в результатах разработки проекта светлого будущего, так и в перестроечных устремлениях; в частности, неумеренном эмоционально-протестном активизме, разрушающем вместе с негативными началами и сами основы развития общества. Эта последняя проблема была положена в основу пьесы «Жиды города Питера, или Невесёлые беседы при свечах» (1990). В пьесе отразилось также разочарование интеллигенцией, которая, как казалось Стругацким, могла бы стать основой нового общества. В пьесе открыто сказано, что люди и группы, вовлечённые в перестройку, не способны на созидательную работу, действуют под влиянием политической моды и «смелы лишь в той степени, в какой им позволяют проявлять активность скрытые от показа в пьесе силы в высшей политической элите». Они совершенно не способны защищать то, чему присягают только на словах. Интеллигенция вообще не в состоянии существовать вне дозволенных властями рамок и всегда готова предать все провозглашаемые идеалы и продать страну за личное благополучие и безопасность.
После смерти Аркадия Стругацкого в 1991 году Борис Стругацкий, по его собственному определению, продолжил «пилить толстое бревно литературы двуручной пилой, но без напарника». Под псевдонимом С. Витицкий вышли его романы «Поиск предназначения, или Двадцать седьмая теорема этики» (1994—1995) и «Бессильные мира сего» (2003). Борис Стругацкий в многочисленных интервью подчёркивал, что это произведения С. Витицкого, а не Стругацких.

## Литературные особенности

### Претексты и писательский автомиф
На рубеже 2000-х годов Борис Стругацкий начал большую работу по разъяснению их с братом творчества, однако «Комментарии к пройденному» и ответы на вопросы читателей не всегда соотносятся с сохранившимися и опубликованными документами и представляют собой подчас (в терминологии А. В. Снигирёва) «игры с памятью». Более того, выясняется, что история создания и издания многих произведений Стругацких, а особенно их дебютной повести «Страна багровых туч», в известном смысле была запутана самим Борисом Стругацким. Равным образом, легендарной является история, что братья стали писать свою дебютную повесть на пари с женой Аркадия Стругацкого. Рабочие дневники соавторами велись нерегулярно, вдобавок многие сохранившиеся свидетельства лапидарны и едва поддаются интерпретации. Как отмечали Д. Володихин и Г. Прашкевич, «„Комментарии к пройденному“ представляют собой рассказ… меньшей части этого творческого объединения». Кандидат филологических наук А. В. Снигирёв описал формирующийся с начала 1990-х годов автомиф писателя, который тесно связан с агиографической литературой, жанром «литературного памятника». Масштаб созданного Борисом Стругацким автомифа, по-видимому, наибольший в современной русской литературе и может сравниваться с «лавкрафтовским мифом» в США. Составной частью мифа является категорическое отрицание интертекстуальных связей любого порядка, произведения рассматриваются исключительно как оригинальные. Например, в ранний период Стругацкие охотно упоминали имя Ивана Ефремова и даже пытались на рубеже 1950—1960-х годов выстроить единый метамир Светлого Будущего, в котором использовались одни и те же элементы антуража, одна и та же терминология, главным образом на основе ефремовской («силикет», «спорамин» и тому подобное). Напротив, когда видение советской фантастики стало различаться, Борис Стругацкий стал говорить и писать об Иване Антоновиче в пренебрежительном тоне («писателем он был неважным, да и сам он не претендовал особо на это звание — считал себя в первую очередь философом»).

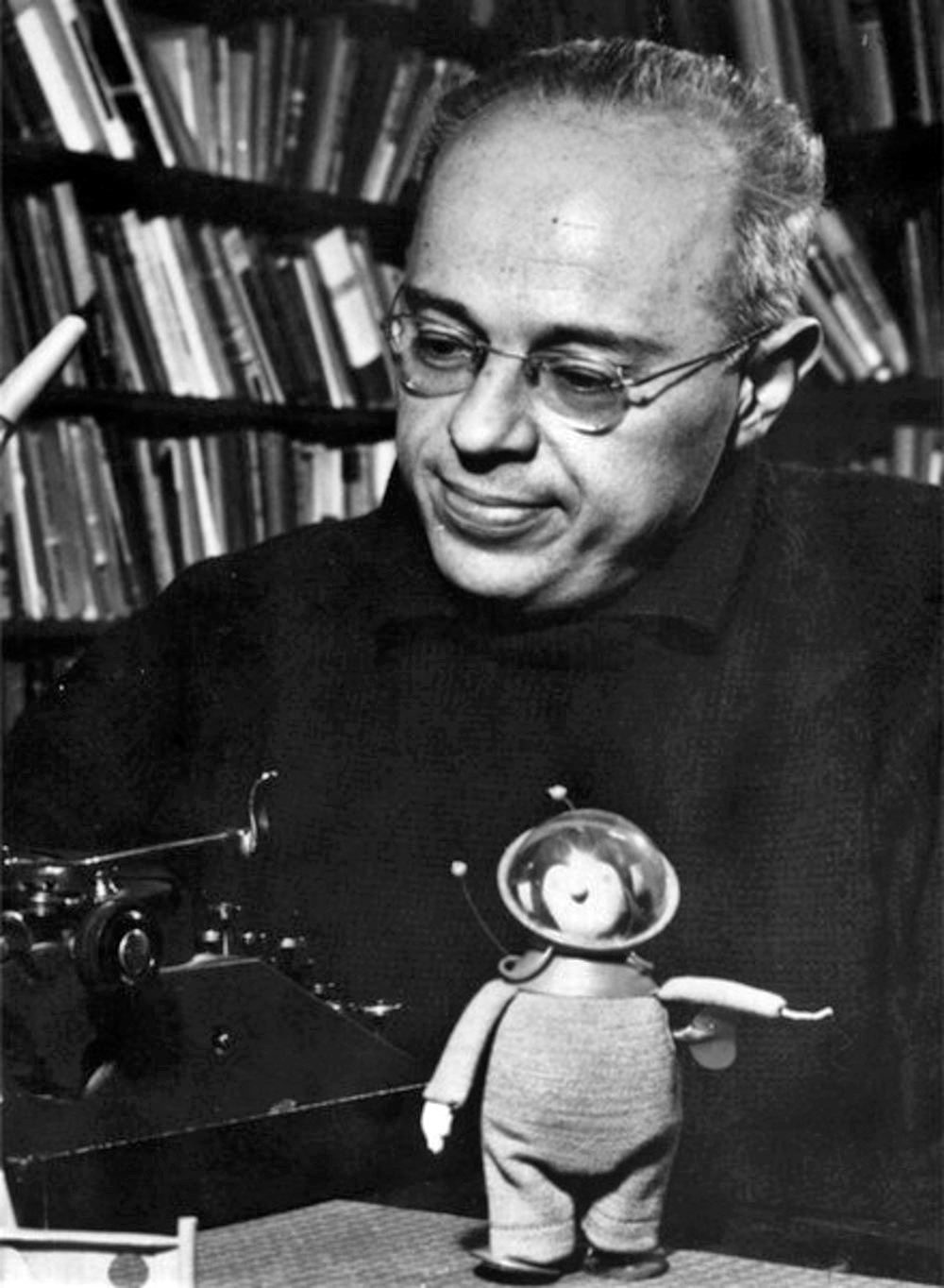
Станислав Лем в 1966 году

Для творчества Стругацких характерно постоянное наличие претекстов, которые служили моделью выстраивания сюжета, оформления идейной концепции, ориентирами в стилистике, средством преодоления творческих кризисов. «Стругацкие достаточно спокойно относились к тому, что в своих произведениях используют другие тексты», широко использовали интертекстуальные отсылки и литературные игры. Критики ранних произведений Стругацких отмечали существенное влияние (и даже возможность заимствований) из Станислава Лема. В поздних комментариях Борис Стругацкий заявлял лишь об «огромном сходстве менталитетов», категорически отрицая любую возможность влияния. Между тем претекстами, соответственно, «Страны багровых туч», «Попытки к бегству» и «Улитки на склоне» служили лемовские «Астронавты», «Эдем» и «Рукопись, найденная в ванне», знакомство с переводами которых (иногда в рукописи) предшествовало началу работы над этими произведениями. При написании «Улитки на склоне» немалую роль сыграло знакомство с произведениями Кафки, поскольку «Процесс» был прочитан А. Н. Стругацким в 1963 году в английском переводе; русский перевод его вышел в 1965 году. На этом основании Б. Стругацкий, признавая воздействие кафкианских образов на картины Управления, относил знакомство с его творчеством к периоду, когда «Улитка на склоне» уже была опубликована. Анализ, проведёный А. В. Снигирёвым, демонстрирует гораздо большую взаимосвязь «Улитки…» с лемовской «Рукописью, найденной в ванне». М. Ф. Амусин утверждал, что сходство раннего творчества Стругацких с Лемом до «Соляриса» несомненно, но носит тематический характер. Речь идёт прежде всего о склонности к глобальным обобщениям, мысленным экспериментам, социокультурной ориентации этих экспериментов. Однако эпистемологические поиски Лема после 1960-х годов, постмодернистские игры, построение информационных моделей человеческого сознания, семиотические поиски далеко развели писателей друг от друга. Стругацкие остались в поле социальной практики, психологических и поведенческих установок своих персонажей.
Немалый слой претекстов для Стругацких находится в американской фантастике 1950—1970-х годов. Определённое воздействие оказал на соавторов Рэй Бредбери, что, согласно М. Амусину, заметно в «Хищных вещах века». Писателей роднила любовь выстраивать фантастические допущения на твёрдом фундаменте житейских реалий, а также преклонение перед жизнью во всех её проявлениях. Впрочем, мифопоэтическая суггестивность Брэдбери, его подчёркнутый романтизм и эмоциональность далеки от реалистической фантастики Стругацких. Художественная логика братьев жёстче, рационалистичнее, коренится в сфере социальных отношений. Экспериментируя с аллегориями, Стругацкие использовали их в сатирических целях, не выходя за рамки гротеска. Сатирический настрой роднил писателей с Робертом Шекли. Тематически его рассказ «Похмелье» соотносится с «Хищными вещами века», хотя лишён язвительности и «радикалистского пыла» Стругацких. Ещё ближе к соавторам Курт Воннегут, но и ему не свойственна рассудочность в постановке проблем и склонность к модельным ситуациям. Сближают их постоянное использование фантастических допущений для диагностирования болезней человеческой цивилизации, а также неприятие изоляционизма, вытесняющего фантастику в «гетто», заповедник эскапизма. Фантастический эпос Стругацких об освоении Вселенной по многим параметрам сопоставим с мирами Урсулы Ле Гуин при фундаментальном различии: прогрессорскую деятельность американская писательница рассматривает как данность, ей не требуется её «ни лихорадочно обосновывать, ни запальчиво опровергать».
Ю. Черняховская отмечала, что уже в самой первой повести — «Стране багровых туч» — ощущается влияние Хемингуэя, которое впоследствии, в первой половине 1960-х годов, приводило к сложным комбинациям в творчестве соавторов. Культ общения и пьянства, задаваемый хемингуэевскими текстами, вполне соотносился с ценностями русской интеллигенции (и личными склонностями Аркадия Стругацкого) и порождал специфический гибрид — «романтическое невежество», в котором внешняя грубость маскировала внутренний багаж знаний. Это не отменяло пафоса борьбы человека с природой и «спокойного героизма» главных героев, так как именно на текстах Хемингуэя Стругацкие учились отказу от патетики. Старший из Стругацких с 1960-х годов испытывал сильнейшее влияние Булгакова, и поэтому позднее творчество братьев отмечено явным литературным соперничеством с автором «Мастера и Маргариты» (особенно в «Хромой судьбе» и «Отягощённых злом»).

### Авторская стратегия нарратива. Префигурация
Одной из характерных особенностей стругацковского нарратива был его зашифрованный характер, что в статье С. Плеханова именовалось «эзоповым языком» и связывалось со всеобщей несвободой высказывания в советскую эпоху. Это породило большую традицию в литературоведении и фэндоме, представители которых стремились «расшифровать», «декодировать» текст, выяснить, «что означают», «что символизируют» те или иные «странные», «фантастические» элементы повествования. Чаще всего под зашифрованным сообщением подразумевается развёрнутое идеологическое высказывание и даже политический манифест. Последовательное применение методологии в 1980—2010-е годы привело при сохранении инструментария дешифровки к дрейфу от антитоталитарных и антисоветских подтекстов к поиску подтекстов прокоммунистических и антидиссидентских. В политизированной среде отношение к Стругацким нередко оказывается одной из форм самоопределения, различения «своих» и «чужих», декларации самых разнообразных идеологических приоритетов, от леворадикальных до консервативных. Материалом для подобных интерпретаций являются, как правило, тексты, не публиковавшиеся в СССР до политических перемен 1980-х годов. Процедура интерпретации воспринимается и описывается как «решение задачи» — этической или логической, зачастую в терминологии «научения думать»; за Стругацкими признаётся способность прогнозировать и предсказывать «наши сегодняшние проблемы», то есть кодом к интерпретации служит сама по себе современность.
Согласно историку культуры И. Каспэ, попытки дешифровки любого рода, безотносительно к декларируемой цели, являются максимальной рационализацией читательского опыта: «…декларируется ценность и (что особенно важно) возможность абсолютно успешной коммуникации между авторами и читателями. Иначе говоря, читатель должен в конце концов понять, что означает текст, — понимание неизбежно, хотя и по ряду причин отсрочено».
Американская исследовательница Ивонн Хауэлл не соглашалась с распространёнными политизированными трактовками текстов Стругацких и не выделяла проблем эзопова языка. Она сочла упрощённой стратегию описания прозы Стругацких как набора аллегорий, скрытых под оболочкой «популярного» (научно-фантастического, отчасти — детективного и приключенческого) жанра. Применительно к текстам братьев 1980-х годов Хауэлл вводит понятие механизма «префигурации» (prefiguration): в повествование вводятся уже закреплённые в тех или иных культурных практиках, связанные с устойчивым комплексом читательских ожиданий и даже «архетипичные» образы-мотивы (от литературных до религиозных). Мотивы могут разворачиваться в определённую сюжетную парадигму и тем самым «предвосхищать» дальнейшее развитие событий в большей степени, чем жанровые формулы. Средством функционирования является не столько иносказательность, сколько интертекстуальность: Стругацкие, согласно Хауэлл, пытаются «возобновить прерванный диалог» с «философскими и эстетическими традициями русского модернизма», и именно эта «апокалиптическая культура до- и послереволюционной эпохи» признаётся в данном случае основным поставщиком образов и мотивов, основным каналом для префигурации. Префигурация подразумевает предельно рационализированную авторскую стратегию. Ивонн Хауэлл подчёркивает, что Стругацкие сознательно апеллировали в своих текстах к источникам, «забытым» советскими читателями, вытесненным из «культурной памяти». Предполагается, что наслоение «полузнакомых образов» позволяло «вспомнить» забытое: пока главный герой романа «Град обреченный» по дороге домой, на окраину города, проходил мимо рабочих, роющих котлован, читатель Стругацких должен был (по мнению исследовательницы) «мысленно „пройти“ мимо романа Платонова „Котлован“», вспомнить и его содержание, и его «настоящее „место“ в нарушенном и искажённом континууме российской интеллектуальной истории». Ирина Каспэ высоко оценивала концепцию префигурации, так как, «смутно узнавая, но не идентифицируя подвергшийся префигурации образ, читатель присваивает ему характеристики реальности, тем более по контрасту с „фантастическими“ декорациями и в сочетании с деталями „из повседневной жизни“».
В общем и целом творческой манере Стругацких, начиная от «Попытки к бегству», присуща многослойность текста и несовпадение исходного посыла работы и финального результата (что известно из опубликованных материалов и авторских комментариев Б. Стругацкого). Это позволяет при интерпретации применять формулу «данное произведение о…» и одновременно уклоняться от чрезмерно однозначных оценок. Сами Стругацкие постоянно смешивали самые разные типы повествования: не пренебрегая развлекательными жанрами, включая детектив, они постоянно апеллировали к серьёзной литературе (в терминологии И. Каспэ, к западной интеллектуальной литературе). Авторская стратегия проявляется при пересечении: если развлекательные жанры предполагают формульное чтение, то мотивы и образы, заимствованные из большой литературы и подвергнутые префигурации, могут восприниматься как нечто внелитературное, как «сама реальность». О том же писал М. Ф. Амусин.

### Тематика
Марк Амусин выделял в корпусе сочинений Стругацких четыре жанрово-тематических группы:
1. Фантастический эпос (космическая трилогия, «Полдень, XXII век» и «Трудно быть богом», другие произведения о контакте).
2. Антиутопии и романы-предупреждения («Хищные вещи века», «Гадкие лебеди», «Пикник на обочине»).
3. Фантастическая сатира и аллегория («Град обреченный», «Второе нашествие марсиан», «Улитка на склоне», «Сказка о Тройке»).
4. Сказочная фантастика («Понедельник начинается в субботу», «Хромая судьба», «Отягощённые злом»).

В событийном отношении произведения, начиная от «Страны багровых туч», образуют единую историю будущего, охватывающего события от конца XX до завершения XXII века. Пространственная структура этого мира относительно несложна, объединяет сферы уже познанных и ещё не познанных землянами миров освоенного космоса; в ранних произведениях, написанных до 1962 года, преобладают экспансионистские мотивы. Главные действующие лица здесь — космопроходцы: пилоты, десантники, затем прогрессоры. В произведениях 1980-х годов мотивы сменяются: озабоченность землян вызывают возможные воздействия на их собственную планету обитателей иных миров. Уже в самых первых, эпических повестях Стругацкие разработали ряд сквозных мотивов, проходящих через всё их творчество. Одна из них — угроза со стороны нечеловеческого разума. Уже в «полуденной» утопии упоминается «Массачусетский кошмар»: созданная людьми сверхсложная кибернетическая машина грозила в кратчайший срок (порядка нескольких минут) создать искусственный интеллект — основу земной нечеловеческой цивилизации. На ближайших планетах Солнечной системы и в иных мирах во множестве обнаруживаются следы деятельности сверхцивилизации — так называемых Странников. Сами инопланетяне Стругацких интересовали мало, и, например, о биологической цивилизации планеты Леонида в разных произведениях упоминается буквально парой строк. В пространственно-временном отношении фантастическая вселенная Стругацких проста и чётко структурирована: дела Земли отделены от инопланетных. Присутствует и тема парадокса времени, но она решается во внекосмическом аспекте, прежде всего в «Попытке к бегству» (Саул Репнин — беглец из XX века) и — в более завуалированной форме — в «Гадких лебедях» (мокрецы — пришельцы из ужасного будущего, исчезнувшие вместе с ним после изменения реальности). Мало интересовала Стругацких проблема искусственного интеллекта и роботехники, представленных эпизодическими упоминаниями.
Архетипическая для фантастики тема катастрофы представлена очень широко и разнообразно: В «Далёкой Радуге» безответственное стремление физиков к самодовлеющему познанию вызывает выброс Волны, которая уничтожила на планете всё живое. Традиционная тема покорения Земли инопланетянами травестируется во «Втором нашествии марсиан». Катастрофа «Гадких лебедей» бескровна и окрашена в идеалистические тона. «Пикник на обочине» представляет фундаментальный для Стругацких «мыслеобраз»: апокалипсис творит само человечество, и он происходит не единовременно, а длится, и вполне можно научиться жить в нём. Все возможности такого сюжета были реализованы в «Граде обреченном», жители которого непрестанно подвергаются и мелким, и глобальным испытаниям. В «Жуке в муравейнике» содержится более традиционный образ катастрофы, наглядно представленный второстепенным сюжетом о странствиях Льва Абалкина с разумным киноидом Щекном по умершей планете Надежда.
Марк Амусин относил к фэнтезийному пласту в творчестве Стругацких ряд несходных произведений. Повесть «Понедельник начинается в субботу» является коллажем волшебной сказки и паранаучной терминологии, в основе которой лежит «справочник по мировой фольклористике». Одним из важнейших мотивов повести является всемогущество, которое, как выясняется, крайне ограничено даже при обращении к магии. Могущество мага обрамлено императивом непрерывного саморазвития, дисциплины, тренировок и даже искоренения «пережитков палеолита в сознании». Магия карает самодовольных: на ушах у них отрастает шерсть. В последней части повести Стругацкие на контрасте представили эвристически наглядную и при этом головоломную модель научной проблемы и способов её решения на откровенно несерьёзной основе: разгадка тайны директора института чародейства и волшебства Януса Полуэктовича (он «един в двух лицах») и его воскресающего и умирающего попугая по имени Фотон. В продолжении этой повести — в «Сказке о Тройке» — гораздо сильнее выражен сатирико-полемический элемент, а по сюжету магия становится средством иллюзорно-виртуального преодоления стихии бюрократии. Фэнтезийность «Хромой судьбы» укоренена в повседневной реальности, выписанной нарочито реалистически. Однако она полностью отвечает определению, данном Ц. Тодоровым: в Москве 1982 года происходят совершенно невероятные события, а самому герою и читателям приходится постоянно колебаться между объяснением произошедшего естественными причинами или привлечением метафизических сущностей. Авторы оставили все недоумения неразрешёнными и перенесли их на уровень фантастико-литературной игры с воскресшим Михаилом Афанасьевичем Булгаковым, оказывающимся воплощением совести и истинной ценности литературного творчества. Фантастика становится и целью, и средством авторской рефлексии сущности литературы как таковой. Похожие мотивы М. Амусин обнаруживал в «Отягощённых злом», в которых матрицей для развёртывания повествования становятся евангельские события, поданные в виде апокрифов; история перестаёт быть линейной.
Стругацких не интересовала фантастика ради самой фантастики, но в то же время фантастическое допущение в произведениях писателей не было утилитарным, используемым лишь во внешних целях. Все их повести и рассказы связаны с реальным миром, удовлетворяют тем же критериям точности и непротиворечивости, что и мейнстримная проза, более того, фантастические посылки (в терминологии М. Амусина) «скупы» и никогда не исполняют роль реквизита. Единственное исключение здесь — «Понедельник начинается в субботу», где «аляповатая избыточность» является элементом эстетической игры.

### Поэтика

#### Построение сюжета
Марк Амусин отмечал, что сам факт огромной читательской популярности Стругацких ещё не является показателем художественных достоинств, но, говоря об их произведениях после 1960-х годов, называет прозу соавторов «по меньшей мере мастеровитой и эстетически состоятельной». Однако исследования поэтики Стругацких к середине 1990-х годов были комплиментарными, ибо в фантастике анализировали исключительно «содержание» и идеологическую направленность. Ситуация не слишком изменилась и в XXI веке. По мнению М. Амусина, Стругацкие — в первую очередь мастера сюжета, способные увлекательно и изящно выстраивать событийный ряд, «поддерживать и повышать градус читательского интереса». Это умение нарабатывалось соавторами на рубеже 1950—1960-х годов: в «Стране багровых туч» фабула выстраивалась линейно наращиванием всё новых и новых трудностей, которые должны преодолеть герои. Фабульная линия ещё более ослаблена в «Возвращении» (после переработки — «Полдень, XXII век») и «Стажёрах», представляющих собой мозаичное сцепление эпизодов. В «Стажёрах» параллельным сюжетом идёт вызревание личности Юры Бородина под влиянием окружающих его космопроходцев, но эта линия не приводит ни к кульминации, ни к развязке. Далее Стругацкие учились исподволь разгонять и замедлять сюжет, применяемые ходы становились сложнее; «революцией» в сюжетопостроении явилась повесть «Хищные вещи века». Здесь были открыты возможности встраивания детективного сюжета в фантастическое повествование с применением хемингуэевских реминисценций. В этой технике сюжет строится на двойном умолчании, точной дозировке сообщаемой читателю информации, причём читатель понимает особенности изображаемой реальности ещё меньше, чем главный герой, который вынужден раскрывать череду загадок. Этот приём успешно применялся в «Гадких лебедях», «Обитаемом острове», «Отеле…», «Жуке в муравейнике». Детективная линия предполагает не только использование классического полицейского расследования, но и шире — познания некой потаённой сущности, раскрываемой герою через отрывочные и случайные проявления, лишь усугубляющие загадку. Со времени написания «Града обреченного» отрывочность превращается в важнейший композиционный принцип: этот роман состоит из шести частей, в промежутках между которыми скачкообразно меняется время действия, социальный статус героя и доминанты его мировоззрения. Особенно эффектно, по мнению М. Амусина, фрагментарность сработала в «Жуке в муравейнике», в котором базовый сюжет расследования, проводимого Максимом Каммерером, дополняется отчётами Абалкина о странствиях по мёртвой планете, образуя «роман в романе». Загадочность по ходу повествования становится многоконтурной и «многоэтажной».
«Золотой жилой» Стругацких-сюжетников М. Амусин называл метод дополнения традиционной сюжетной цели (попадание в некую точку пространства или овладение неким объектом) важной для героев этической или интеллектуальной коллизией, требующей разрешения по ходу действия. Фабульная динамика в сочетании с обязанностью героя делать выбор подпитывают друга друга, помещая читателя в «мощное поле ожидания и сопереживания». Первые попытки такого совмещения были сделаны в «Попытке к бегству» и «Трудно быть богом», а затем использовались повсеместно, особенно эффектно — в «Пикнике на обочине» и «Жуке…». Для Стругацких зрелого периода также в высшей степени характерны открытые финалы, которые бывают двоякого рода. Так, в «Хищных вещах века» сюжет закольцован и главному герою удалось достичь своей цели: он обнаружил источник электронного наркотика и понял его суть. Однако это лишь «малый» финал, так как даже непосредственное начальство Ивана Жилина не убеждено в правильности его выводов и вся работа ещё впереди. Другой тип финала разомкнут по отношению и к читателю, и к главному герою: типичны здесь «Пикник на обочине», «За миллиард лет до конца света», «Гадкие лебеди».

#### Персонажи и психология
Литературные герои ранних Стругацких строились трафаретно, были непсихологичными, индивидуальность зачастую была представлена какой-либо единичной чертой (даже легендарный космолётчик Горбовский выделялся лишь склонностью отдыхать в горизонтальном положении), и преодоление функциональности в построении образов было преодолено лишь фигурами Антона-Руматы и Ивана Жилина, с их внутренними диалогами и ярко выраженной интонацией. В «Гадких лебедях» фигура писателя Виктора Банева впервые становится фактором организации сюжета и самого повествования. Это достигается за счёт многообразия проявления личности героя, поскольку Банев принимает участие во всех событиях и сюжетных поворотах, которые предстают читателю всецело через его личностное восприятие. В 1970-е годы Стругацкие последовательно психологизировали своих героев. Самым живым из героев М. Амусин признавал сталкера Рэда Шухарта («Пикник на обочине»), который предстаёт с самых разных ракурсов: от повествователя, с точки зрения приятеля Ричарда Нунана, от первого лица и в финальном внутреннем монологе. В повести зримо показаны возрастные изменения героя и эволюция его личности. По тому же принципу создан и Андрей Воронин «Града обреченного»; этот роман примечателен тем, что Стругацкие отошли от однофигурной психологической системы, дополнив её образом Изи Кацмана, который сопровождает Андрея на протяжении всего повествования.
Изначально в повестях Стругацких вообще не было женских персонажей, но постепенно они стали привносить в художественный мир Полдня традиционно приписываемые женщинам характерные черты (гуманность, терпение, поддержку, способность жить ради любви). Очень своеобразно трактовано соотношение «женское-мужское» в «Улитке на склоне», где все отношения в бюрократическом Управлении пропитаны сексуальными мотивами, и даже занятие должности Директора зависит от благосклонности библиотекарши Алевтины. В Лесу господствуют амазонки, размножающиеся партеногенезом, которые повелевают биороботами и уничтожают технологическую цивилизацию посредством некоего «Одержания». Авторы никогда не показывали мотивы действия персонажей-женщин. Почти равную роль с мужчинами — Стасом или Комовым — играет в «Малыше» Майя Глумова, которая сорвала важный эксперимент своих сослуживцев, руководствуясь как эмоциями, так и этическим посылом. Согласно А. В. Козлову (Уральский федеральный университет) и Б. Межуеву, в художественном мире Стругацких мужской мир связан с технологией и пафосом вселенской экспансии, ему противостоит женский мир: завершённый и самодостаточный, не предполагающий развития, эволюции. Высшее его воплощение — партеногенетическая биологическая цивилизация амазонок «Улитки». В повести «Малыш» функции матери, спасающей ребёнка, исполняет целая планета, проникнуть в тайны которой препятствует Майя Глумова. Именно женщины открывают герою истину о невозможности узнать всё о мире или выйти за его пределы (чтобы взглянуть на него со стороны и тем самым «завершить» своё знание о нём), даруя взамен понимание, что сами они, являясь при этом частью мира, могут совершенно бесследно из него исчезнуть. Единственное произведение, где действует главная героиня, — это «Гадкие лебеди». Подруга Банева — Диана — носит имя римской богини луны и охоты, что проявляется и в её описаниях: она полна азарта и не лишена воинственности. Ивонн Хауэлл в своей диссертации обобщила, что женские персонажи в произведениях Стругацких занимают второстепенное положение — Диана здесь редкое исключение, — им отведена роль жертвы или виновницы звериного, пьяного соития без любви. Только Диана в финале повести проявляет божественно-мифологическую сущность, зашифрованную в имени. Это единственный целиком и полностью положительный женский образ у Стругацких.

#### Стиль. Цитирование
С точки зрения строения словесной ткани и тональности повествования (стилистики в узком смысле) тексты ранних Стругацких до «Трудно быть богом» и «Понедельника…» не отличались художественной выразительностью. Авторский стиль в «Стране багровых туч» не блистал красотами — «спокойный, гладкий, прозрачный», иногда с отпечатком научно-технического канцелярита. Однако для приключенческой прозы текст был нетороплив, «обилие причастных оборотов, наречий, прилагательных, немалое количество сложносочинённых и сложноподчинённых конструкций придавало тексту солидную неспешность». М. Амусин считал, что на этом этапе Стругацкие стремились не навредить фантастическому сюжету, испортив его «скверным, занудливым письмом», образцов которого множество в советской фантастике 1950-х годов. Упор делался на сдержанность, экономию, самоограничение («хемингуэевский лаконизм»), дополненные юмором и самоиронией. Стругацкие быстро эволюционировали и уже в «Понедельнике…» демонстрировали художественные претензии, реализованные в виде коллажа. Эффект коллажа использовался и в «Трудно быть богом», где скрещён лубок по мотивам «Трёх мушкетёров» с приметами обобщённого средневековья. В дальнейшем Стругацкие демонстрировали исключительное стилистическое и стилевое разнообразие, что подчас приводило к эклектизму как готовности «пользоваться любым подручным стилистическим инструментарием». Наиболее яркой творческой удачей писателей называется «Улитка на склоне».
Принципиальная особенность прозы Стругацких — её глубокая литературоцентричность. Начиная с самых первых произведений авторы активно цитировали очень разнообразные тексты, как из эстетических соображений («просто красиво»), так и ради игры с эрудированным читателем (опознавшим не указанный авторами первоисточник), что создавало дополнительный эффект восприятия. В дальнейшем Стругацкие распространили «эффект переплавки» на все культурные феномены. М. Амусин как эталонную в этом отношении рассматривал повесть «Трудно быть богом». Антон-Румата вызывал у него ассоциации с героем Павла Кадочникова из фильма «Подвиг разведчика»: для читателей 1960-х годов хорошо знакомый образ облегчал «вхождение» в фантастический мир. Очень широк круг цитирования в повести «Понедельник начинается в субботу», в которой почти сразу появилась книга-перевёртыш, каждый раз демонстрирующая разные тексты, от «Хмурого утра» А. Н. Толстого до монографии профессора Карпова о творчестве душевнобольных. На другом уровне цитирование ведётся в виде эпиграфов, каждый из которых является комментарием к происходящему в каждой главе. Техника эпиграфов применялась и в других произведениях.

### Стругацкие и еврейство
В «Краткой еврейской энциклопедии» отмечено, что Стругацкие считали себя русскими писателями, однако в силу еврейского происхождения их отца во многих произведениях заметны следы национальной рефлексии, а также размышлений о сущности еврейства и его роли в мировой истории. Образ Изи Кацмана («Град обреченный») назван «концентрацией многих характерных черт судьбы галутного еврея»; израильский критик Майя Каганская находила аллегории положения евреев в СССР в повестях «Обитаемый остров» и «Жук в муравейнике». В романе «Отягощённые злом» и в пьесе «Жиды города Питера» содержится критика антисемитизма, по откровенности носящая публицистический характер. Наиболее последовательное («классическое» в терминологии Д. Соболева) рассмотрение темы еврейства в творчестве Стругацких было предпринято Марком Амусиным в монографии 1996 года. Начиная с самых первых произведений соавторов, в произведениях Стругацких присутствует множество персонажей с еврейскими фамилиями (в «Извне» капитан Коля Гинзбург и главный герой — археолог Лозовский; в «Стажёрах» — начальник лаборатории смерть-планетчиков Коля, изъясняющийся языком Бабеля, и другие). Перечисление можно расширить; по мнению М. Амусина, это было как данью памяти отцу, так и мягкой фрондой по отношению к официальному советскому тезису об отмирании наций при коммунизме. Много черт еврейского менталитета и духовности можно найти в образе Переца из «Улитки на склоне»: герой взыскует справедливости, истины и смысла, являясь при этом социальным аутсайдером, вынужденным жить по законам бредово-гротескной реальности. Как многие эмансипированные евреи, Перец порой тяготится своей свободой-неприкаянностью, жаждет приобщения к коллективу или объединяющей идеологии.
Рассматривая концепцию прогрессорства, М. Амусин усматривал в ней реализацию роли евреев во всемирно-историческом процессе. Прогрессоры — это духовно продвинутый авангард человечества, преобразующий косную действительность. В образе прогрессора сочетались черты «комиссара в пыльном шлеме» и учёного в лаборатории, ловящего сигналы Будущего. В известном смысле это перекликалось с концепцией «малого народа», выдвинутой И. Шафаревичем, что было подмечено критиками Стругацких из националистического лагеря. Однако не менее очевидно, что национальный вопрос Стругацкие всегда трактовали с общегуманистических позиций, не чувствуя необходимости «защищать честь еврейства». Более того, изменение отношения к еврейскому вопросу у Стругацких прямо коррелировало с изменениями в их мировоззрении, и специфически еврейская тема в их творчестве никогда не была сколько-нибудь самодостаточной. Это объясняется как их глобалистским художественным мышлением, так и шестидесятнической идеологической установкой. Еврейство в произведениях братьев Стругацких было метафорой и архетипической моделью представления универсальных проблем. Л. Ашкинази и А. Кузнецова уточняли, что еврейская тема у Стругацких не была востребована современниками, у авторов не было ни одного специально посвящённого еврейской теме произведения. Это объясняется тем, что поколение поклонников Стругацких менее чувствительно относилось к еврейской тематике, чем предыдущее, а сами соавторы не считали данную тему существенно важной. Еврейские мотивы и архетипы присутствовали в актуальном сознании писателей, но в точно такой же мере данные мотивы существовали и в сознании их читателей, то есть никакой направляющей идеи в отношении еврейского вопроса Стругацкие не транслировали. Израильский культуролог Денис Соболев уточнял, что Стругацкие, не исключая из своего творчества «положение, самосознание и цели еврейской интеллигенции», никогда не делали её объектом идеализации и самолюбования на основе накопленного символического капитала виктимности.

## Философская фантастика. Социально-политическое проектирование

### Стругацкие, «новая волна» и постмодернизм
Литературовед Виктория Милославская вслед за Еленой Ковтун рассматривала ситуацию 1950-х годов как формативный период для современной фантастической литературы, поскольку это время было кризисным для западной фантастики и периодом расцвета советской фантастики. При этом западная литература активно влияла на развитие советской фантастики; советские авторы заимствовали схемы и приёмы повествования, сюжетные идеи, что обуславливало известную вторичность произведений. Выходом из кризиса стала так называемая «новая волна», идеологи которой заимствовали приёмы и достижения самых крайних и авангардных направлений современной им мейнстримной литературы. Это полностью изменило соотношение «научного» и «фантастического», так как нетривиальная фантастическая идея (вернее сказать, фантастическое допущение) переставала быть главной целью создания фантастических текстов. Это также совпало с подъёмом постмодернизма в литературе, и, по словам Е. Ковтун, из «властительницы дум» интеллигентов она превратилась в «своеобразный литературный клуб для узкого круга почитателей». В результате в СССР появилась философская фантастика — единственная разновидность литературы, которая могла отрабатывать любые мыслимые социальные и философские концепции. Они могли являться как утопическими, так и антиутопическими. Одним из основных принципов постмодернизма является синтезирование вымышленных конструкций с включением в них как мира реального, так и мира, созданного человеческим воображением, что и является основой фантастики.
Согласно В. Милославской, творчество Стругацких может быть истолковано в русле некоторых эстетических стратегий постмодернизма (мифологизм, интертекстуальность, ирония). Ряд повестей и романов соавторов характеризуются дискретностью, хаотичным нагромождением зачастую разнородных элементов. Яркими примерами являются сказка «Понедельник начинается в субботу» и повесть «Улитка на склоне», представляющие собой постмодернистские эксперименты: Стругацкие сознательно цитировали классические тексты, вырванные из контекста, преломляя цитаты в различных ракурсах. Для Стругацких характерна образная и сюжетная избыточность, позволяющая нарушать логичность сюжета и отвергать привычные принципы организации текста, присущие, например, литературе соцреализма. Текст словно бы «дробится» на отрывочные кадры (как в романе «Отягощённые злом»), для читателя открывается множественность смыслов. В «Понедельнике…» авторы попытались сделать повесть одинаково интересной и массовому, и элитарному читателю. Трансформация интертекстов ориентирована на снижение прообраза путём введения его в иронический контекст, что позволяет автору и читателю участвовать в метаязыковой игре. В «Улитке на склоне» впервые был введён приём полиреальности, допущения равноправного существования в одном тексте множества реальностей, которые не конкурируют, а дополняют друг друга. Даже в своих поздних произведениях 1970—1980-х годов, таких как «Град обреченный» или «Хромая судьба», Стругацкие не злоупотребляли агрессивными формами постмодернистского письма. Многоуровневая организация этих текстов способствует художественному воплощению постмодернистской картины мира, где граница между текстом и его интерпретацией стирается. Наличие библейских параллелей в романах «Град обреченный» и «Отягощённые злом» и библейских аллюзий в романе «Хромая судьба» свидетельствует о попытке писателей сделать их определённой частью культуры. Поскольку Стругацкие были атеистами, это приводило к «десакрализации» текста Библии и сложной игре с читательскими ожиданиями.
Высоко влияние Стругацких также на постсоветскую и российскую научную фантастику: их учениками признавали себя представители «четвёртой волны российской фантастики» В. М. Рыбаков, Г. М. Прашкевич, С. В. Лукьяненко в противовес представителям так называемой «школы Ефремова» Е. Я. Гуляковскому, Ю. М. Медведеву, В. А. Рыбину, М. Г. Пухову, Ю. Г. Тупицыну, В. И. Пищенко. По мнению представителей турбореализма (А. Лазарчука, М. Успенского), именно Аркадий и Борис Стругацкие являлись основоположниками этого течения.

### Ефремов и Стругацкие

Иван Антонович Ефремов. Портрет с фронтисписа сборника рассказов «Алмазная труба» (1946)

Литературно-художественные и социально-политические установки И. А. Ефремова и братьев Стругацких разошлись относительно рано, что предопределило конфликт между их поклонниками и продолжателями. Д. Володихин и Г. Прашкевич, характеризуя советскую фантастику «второй волны» (к которой относились и Стругацкие), утверждали, что рассказы Ефремова, «наполненные поэзией дальних странствий и научного поиска», получили широкое признание не только у читателей, но даже у классика русской литературы А. Н. Толстого. Ефремов писал об открытии новых пространств и людях, способных посвятить свою жизнь науке, а если потребуется, то и рискнуть этой жизнью, добывая новые знания. Незаурядными были его произведения и на фоне советской фантастики 1950-х годов, не слишком высокой с точки зрения литературных достоинств. По мнению Володихина и Прашкевича, художественное дарование Ефремова не развивалось, уступая позиции «чистой мысли»: «Ранний Ефремов — это великая перспектива. Зрелый Ефремов — это чудесные исторические тексты и очень сухая, рассудочная фантастика. Ну а поздний Ефремов — это, в сущности, социально-мистические трактаты, небрежно облачённые в блёклые одежды беллетристики». Если бы подобная логика писательского развития действовала и в отношении Стругацких, они бы остались на уровне «Страны багровых туч» и заняли бы жанровую нишу: «чуть больше литература, чем Мартынов, заметно больше — чем Казанцев». Гэри Керн так разъяснял разницу повествовательной модели Ефремова и Стругацких: фантастический фон у Ивана Антоновича существовал изначально, предшествовал происходящим событиям и, будучи раз объяснённым, не затруднял дальнейшего чтения. У Стругацких тщательно разработанный «другой мир» подавался «в вещах обыденных» без разъяснений; мир вынужденно познаётся и интерпретируется читателем во время и в процессе чтения. «Чтение затруднено тайной, но и стимулируется ею».
Иван Ефремов позиционировал себя как писателя-философа и учёного и, по определению Б. Межуева, во многом оказался мыслителем, стоявшим «у истоков отечественного нео-, пара- и крипто-марксизма, который является основой значительного сегмента как современной отечественной фантастической литературы, так и общественной мысли». Противоречия Ефремова и Стругацких носили метафизический характер. Принципиально отличались взгляды Ефремова и Стругацких на природу человека. Ефремов, следуя гуманистической традиции руссоизма (в этом он совпадал с официальным советским марксизмом), полагал природу человека доброй и совершенной, не придавая значения антропологическим открытиям Ницше и Фрейда. «Доброе» в человеке более фундаментально, чем агрессия и жестокость. В этом смысле «воспитание» человека коммунистического общества состоит в выявлении и развитии изначально присущих ему нравственных качеств. Зло — продукт извращённых общественных отношений и тлетворного влияния авраамических религий. Стругацкие оказались инноваторами не только в советской фантастике, но и в советской культуре, осознав, что «человек по своей природе, именно биологической природе, уязвим и несовершенен». Именно поэтому Стругацкие отказались от идеи распространения «социальных ценностей»: в «Часе Быка» Ефремов приходит к революционному обновлению общества, в том числе с помощью «сверхусилий сверхлюдей»; в «Обитаемом острове» открытым текстом заявляется, что путь революционного переворота в тираническом обществе бесперспективен.
Литературовед Гэри Керн называл концепцию, положенную в основу ефремовской космической утопии, «советизацией Вселенной», которая являлась всеобъемлющей социалистической программой. Иван Антонович выступал против упрощенческого проецирования современных тенденций в будущее, настаивая, что только диалектическое развитие настоящего имеет право на существование. Однако диалектический метод использовался им лишь применительно к психологическим проблемам, ожидающим будущих покорителей космоса, но не к истории человечества и природе Вселенной. Ефремов выстраивал свою концепцию исходя из единства материи во Вселенной и одинаковых закономерностей в эволюционировании жизни, то есть развитие разумной жизни во всех мирах приводит к одинаковому результату. Наиболее прогрессивной социальной системой является коммунизм, а достижение земной цивилизацией коммунистической стадии приведёт к вступлению Земли в союз развитых миров во Вселенной. Иными словами, Ефремов выводит универсальные закономерности, экстраполируя специфику развития Земли на всю Вселенную. Ранние рассказы и повести Стругацких отталкивались от похожей картины мира: по мнению Г. Керна, рассказ «Извне», напечатанный через несколько месяцев после выхода «Туманности Андромеды», «вполне мог бы быть подписан именем Ефремова». Однако сразу намечены отличия: соавторам было интересно конструировать чужеродные формы, которые трудно экстраполировать из земного опыта. В повести «Далёкая Радуга» (1962) Стругацкие отвергли ефремовский тезис о неизменности законов физики, а проблема применимости антропоморфного мышления к совершенно новым явлениям прямо поставлена в повести «Пикник на обочине» (1972). Очень быстро Стругацкие пришли к идее бесплодности и даже полной невозможности контакта с иным разумом и невозможности представить его исходя из закономерностей человеческого мира. Критик Р. Нудельман в 1964 году противопоставил антропоморфизм Ефремова и релятивизм Стругацких. То есть Ефремов выстраивал собственный метамир «из единственной идеи, которая развивается, чтобы объять всю вселенную и задушить её в этих объятиях», а у Стругацких на всех уровнях — научном, социальном и личном — царит многообразие. Однако релятивизм не исключал позитивистского представления о истине, и Стругацкие в конце своего писательского пути столкнулись с «ограниченностью социального мышления, основанного на идее единственно возможного идеала, который должен быть ясен всем и о котором можно не дискутировать».

### Парадигма социально-политического мышления Стругацких
Данными вопросами последовательно занимались Ю. Черняховская и Б. Межуев. Политологический анализ корпуса произведений А. и Б. Стругацких позволил выяснить, что даже в XXI веке Борис Стругацкий не отказывался от идеи, что описанный ими Мир Полудня — действительный идеал развития человечества, который при этом не является «концом истории». Коммунизм определяется прежде всего как мир свободного труда, имеющий собственные проблемы возвышения и развития. Отказ от движения к коммунизму равносилен отказу от общественного прогресса, который неизбежно приведёт к миру потребления и духовной деградации либо «идеологического вакуума» и исторической деградации и смерти общества и всего человечества. Прогресс Стругацкие рассматривали в соответствии с доктриной исторического материализма и научного коммунизма как необходимый и неизбежный процесс, однако имеющий свои издержки, в частности моральные. Прогресс находится вне моральных оценок, и непонимание этого может привести к фатальным последствиям. Издержками прогресса является неравномерность времени наступления островков Светлого Будущего, а также то, что значительная часть человечества не годится для коммунизма и не достигнет этой стадии развития. Это происходит из-за слабости и противоречивости человеческой природы. Согласно Межуеву, примерно в 1962—1965 годах Аркадий и Борис Стругацкие активно переосмысливали основы коммунистической утопии и кардинально изменили свои представления о будущем. Важнейшими концептами стали необратимый раскол человечества на общую массу и элиту, причём последняя будет обладать способностями и умениями, которые в современной мифологии доступны лишь магам и волшебникам. Подавляющему большинству обычных людей в светлом будущем в принципе нет и не будет места. В черновиках «Гадких лебедей» отчётливо прослеживается связь образа таинственных «мокрецов» со жрицами партеногенеза из «Улитки на склоне». В одном из набросков прямо сказано, что мокрецам был доступен «высший синтез, непостижимый для человека: власть над мёртвой материей». Им подвластна стихия воды, и они способны вызывать дождь во всех местах, в которых оказывались. Однако в дальнейшем Стругацкие разуверились в созидательных возможностях сверхсуществ и возможности исполнения ими функции «стражей», преобразующих мир.
Важное место в произведениях Стругацких занимает проблема отношений свободного индивидуума и власти. Власть, располагающая самыми мощными средствами принуждения, бессильна в исторической перспективе, если она не ведома стратегическими целями. Однако власть, которая стремится к великой цели, но боится действий, также обречена на гибель: Стругацкие проповедовали баланс целей и средств. «Совесть, по их мнению, ставит цели. Разум — предлагает средства. И совесть не должна быть слишком привередливой, когда окажется, что её коробит от тех средств, которые нужны для достижения её целей». Отсюда прямо проистекал вопрос цивилизационной безопасности, ответственный за которую обязан предполагать наихудший сценарий. Поэтому светлый мир коммунизма обязан иметь тайную полицию, чьё руководство, состоящее из самых честных, бескорыстных и ответственных людей, должно примириться с тем, что эта тайная полиция будет убивать абсолютно невиновных людей. В этом трагический парадокс, описанный в «Жуке в муравейнике»: либо рухнет цивилизация, либо будут невинные жертвы.
С точки зрения Ю. Черняховской, идеологическую составляющую произведений Стругацких с некоторой долей условности можно определить как «политическую философию будущего». Она включает теоретическую модель (идеальный конструкт) будущего общества, учение о его противоречивости (с анализом мыслимых противоречий), трактовку исторического прогресса и анализ социальных препятствий к построению мира Полудня. Политическая философия будущего немыслима без рефлексии политических процессов настоящего. Стругацкие разработали собственное учение о власти и политическую этику, а также сформулировали (особенно в «Обитаемом острове» и «Граде обреченном») концепцию невозможности полноценного развития деидеологизированного общества.

С одной стороны, они рисуют явно сциентистский образ этого мира, с другой — главным его регулятором делают этические начала. С одной стороны, это мир гражданского участия, с другой, авторы говорят о наличии в нём тайной полиции и её оправданной неизбежности. Пишут, что там, где есть тайная полиция, она неизбежно будет убивать невиновных, не скрывают своей отрицательной оценки этого — и это же оправдывают. Они постулируют неодолимость прогресса и его неизбежность — и одновременно указывают на то, что он всегда вне морали. Признают, что прогресс вне морали, но утверждают, что осуществляется он только посредством деятельности человека, который не может быть вне морали. Отмечают, что разум должен быть инструментом совести — и указывают, что он должен ограничивать совесть. Пишут, что ускорить историческое развитие общества невозможно, но тут же отмечают, что не пытаться его ускорить — также невозможно по человеческим соображениям. Таких моментов противоречивости достаточно много, но они не носят характер эклектичности: Стругацкие все время показывают, что движение и развитие общества осуществляется только в результате существования и действия таких противоречий.
С точки зрения Ю. Черняховской, созданные Стругацкими социальные модели интересны тем, что конструировались задолго до событий 1980—1990-х годов в СССР и России, но при этом оказываются близки контурам политической действительности XXI века и во многом выглядят сбывшимися предсказаниями. «Особую предсказательно-эвристическую силу» социальных предположений Стругацких отмечал и А. А. Грицанов.

### Прогрессорство и Московский методологический кружок
А. А. Грицанов отмечал, что Стругацкие «адекватно оценивали и реальную значимость поисков представителей передовой науки того времени», утверждая, что роман «Отягощённые злом» можно интерпретировать как модель деятельности Московского методологического кружка. Литературовед и философ И. Кукулин проанализировал связи утопической модели Стругацких с деятельностью кружка Г. Щедровицкого. Деятельность левых мыслителей «оттепельной» эпохи, занятых социальным проектированием, разворачивалась в специфических условиях, поскольку советское государство присвоило себе функции главного проектировщика будущего для всех своих граждан и всего так называемого «прогрессивного человечества». При этом предлагаемые властью варианты в 1960-е годы значительной частью интеллектуалов воспринималась как «дежурная и лицемерная риторика, за которой стоят необъяснённые, но близкие и практические цели, как правило — мобилизационного толка». В результате основным полем формирования и репрезентации проектов возможного и желательного будущего в СССР сделалось искусство, в том числе киноискусство. Возникло и альтернативное социальное проектирование, генерирующее мифы о самоопределении человека в тоталитарном обществе и о преобразовании этого общества. Из-за этого резко возросло значение фантастики в советской культуре 1950—1960-х годов, отчасти в результате активного использования достижений западной культуры, более или менее доступных после провозглашения политики «возврата к ленинским нормам», под которой подразумевалась возможность оживления общественной жизни, большей открытости другим странам и культурам, умеренного допущения экспериментов в искусстве.
Согласно И. Кукулину, важный, если не главный образ в зрелом творчестве Стругацких — это «прогрессор». Прогрессоры в фантастической вселенной Полудня — посланцы более высокоразвитой цивилизации в менее высокоразвитую, которые тайно, с помощью политических заговоров и других конспиративных действий направляют общественные процессы в «правильную сторону» (то есть к коммунизму) и спасают интеллектуалов и просто людей, попадающих в трудное положение. Эта коллизия рассматривалась в самых разных контекстах; идея «нашего соглядатая на чужой планете» у соавторов возникла в начале 1960-х годов. Реализацией её стала повесть «Трудно быть богом», породившая целый ряд социальных смыслов: «С прогрессором мог отождествить себя советский интеллигент, действующий в невыносимых условиях и стремящийся эти условия по мере сил тайно реформировать, как партизан в тылу врага. Герой романа, дон Румата, — учёный, и не просто учёный, а гуманитарий, привыкший на Земле к спорам». Развитие эта тематика получила в повести «Обитаемый остров», рассматриваемой большинством критиков как антитоталитарное произведение. Политика в двух этих повестях предстаёт как «столь же скрытое и эзотерическое занятие, как и работа героев». И в средневековом мире «Трудно быть богом», и в тоталитарной Стране отцов «Острова…» власть радикально отчуждена от людей и борьба с ней может идти только законспирированно, через шпионское проникновение во властные структуры, а не через публичные политические акции. Тема прогрессорства вернулась в повести «Жук в муравейнике», где объектом возможной прогрессорской деятельности стала уже сама коммунистическая Земля. В повести «Волны гасят ветер» носители «сверхцивилизации» оказываются не загадочной сверхцивилизацией, а самими же людьми, вышедшими на новую ступень эволюционного развития («людены»).
По мнению И. Кукулина, стругацковская идея прогрессорства имеет много перекличек с творчеством и деятельностью Г. П. Щедровицкого. Возможность сопоставления предоставляет широко трактуемый прагматизм деятельности философа, в которой «нет непосредственного познания истины и любое знание может быть не более чем „общегодным“» (терминология П. Д. Юркевича). Деятельность возглавляемого им в 1950-е годы кружка была направлена на выработку новых форм человеческого мышления и социального общежития, а вновь созданный в 1957 году Московский методологический кружок прямо был призван обеспечить возможность прогнозирования и управления развитием разных форм социально значимой деятельности. Его деятельность исходила из презумпции: группа особым образом обученных и организованных интеллектуалов может разрабатывать и последовательно осуществлять по выработанным алгоритмам сколь угодно масштабное преобразование социальной среды. В функциональном смысле этому проекту были близки установки круга Ю. М. Лотмана, стремившегося распространить семиотический метод на максимально широкий круг явлений. По словам И. Кукулина, «социальное жизнетворчество Щедровицкого в некоторых отношениях вполне напоминает деятельность прогрессоров: это хотя и открытое, но эзотерическое и непубличное моделирование и решение социальных проблем в обход существующих социальных и властных структур». Щедровицкий, как и Стругацкие в утопическом Мире Полудня, чрезвычайно интересовался педагогикой, которую он тоже понимал как особого рода проектную деятельность. Последователи Г. Щедровицкого сочувственно отнеслись к построениям И. Кукулина, акцентировав внимание на важнейшем, не упоминаемом им аспекте, объединяющем Стругацких со Щедровицким. Оба мыслителя (Стругацкие являются единым писателем и социальным мыслителем) понимали будущее как искусственно сконструированную ситуацию, подразумевающую её субъективацию и персонализацию. «Будущее при этом оказывается „зависящим от нас“, от политических субъектов, что принципиально отличает его от бессубъектного будущего футурологии и „светлого будущего всего человечества“».

### Стругацкие и интеллигенция
Критики и публицисты 1980—1990-х годов практически единогласно провозгласили Стругацких духовными лидерами демократической интеллигенции России. Фантастовед Всеволод Ревич описывал это следующим образом: «Мало кто сумел передать смену настроений интеллигенции, её сложность и противоречивость с такой полнотой и глубиной, возвысив при этом фантастику, считавшуюся снобами „вторым сортом“, до высот настоящего искусства». Историк Владимир Комиссаров отмечал, что оба брата-соавтора проживали в «интеллектуальных столицах» СССР, были знакомы или даже приятельствовали с выдающимися представителями литературы и искусства. Произведения Стругацких сделались важным фактором формирования интеллигентского сознания в 1960—1980-е годы, сами писатели возглавляли семинары молодых фантастов, чем способствовали развитию научно-фантастического жанра в СССР. Соответственно, и главной целевой аудиторией Стругацких были интеллигенты. Из проведённого В. Комиссаровым анализа следует, что первоначально Стругацкие декларировали особую роль интеллигентской прослойки, видя в ней главного носителя идеи прогресса. В повести «Попытка к бегству» (1962) появляется определение «желающие странного», а повесть «Трудно быть богом» характеризуется как вершина оттепельного оптимизма Стругацких и своего рода «гимн интеллигенции». Именно интеллигенты — книгочеи, лекари, механики, писатели и поэты — являются «лучом света» в царстве феодального мракобесия, в котором развивается сюжет произведения. Именно на них как главных носителей нравственного прогресса возлагают надежду авторы. Однако восторженность пропала довольно быстро. Уже в повести «Хищные вещи века» интеллигенты получают презрительную кличку «интели», поскольку даже не способны обеспечить конспирацию, когда готовят заговор, чтобы «расшевелить мещанское болото»; надо полагать, что в случае выступления они не добились бы позитивных результатов. В этой же повести интелям противопоставлены интеллектуалы, стремящиеся подвести под общество наркоманов и алкоголиков философский фундамент. Пессимизм усилился в повести «Второе нашествие марсиан»: «Трагический пафос этого произведения состоит в том, что интеллигенция в столь критический для человечества момент не только не возглавила сопротивление пришельцам, но и вообще самоустранилась». В ранее написанной повести «Далёкая Радуга» маститые учёные, занимавшиеся первоосновами физического бытия, оказались не в состоянии решить довольно простую этическую задачу в ситуации «Ноева ковчега». Согласно политологу Ю. Черняховской, Стругацкие однозначно заявили, что для общества потребления интеллигенция как социальная прослойка, возникшая в предшествующую эпоху, непригодна, тогда как для проектируемого общества будущего прогноз сделать сложнее.
В «Обитаемом острове» Стругацкие начинают последовательное исследование комплексной проблемы взаимоотношений интеллигенции, власти и народа. Авторы прямо заявили о «генетическом» единстве правящей элиты и оппозиции, что вполне соотносится с реальной историей российской оппозиционной интеллигенции, генерируемой государством. Она всегда была тесно связана с «верхами», но из неё же рекрутировались и лидеры внесистемной оппозиции (от Радищева через народников до Андрея Сахарова). Результатом стал вывод о неизбежной социальной изоляции интеллигенции, равно далёкой от народа и от власти. Этой проблеме целиком посвящена повесть «За миллиард лет до конца света», герои которой, оказавшись под колоссальным давлением неведомой силы, вынуждены поодиночке выбирать собственную модель поведения, и все эти модели капитулянтские. Согласно В. Комиссарову, эволюция мировоззрения Стругацких чётко соотносится с изменением общественно-политической ситуации в СССР. В финале своего творческого пути (роман «Отягощённые злом» и пьеса «Жиды города Питера») Стругацкие полностью разочаровались не только в способности власти построить коммунизм, но и в способности «массового научного сотрудника» сделаться основой нового общества.

## Историография
Борис Стругацкий для «чёрного» собрания сочинений подготовил «Комментарии к пройденному» (1997—1998; вышли отдельным изданием в 2003), в которых подробно описал историю создания произведений Стругацких. На официальном интернет-сайте Стругацких с июня 1998 года шло офлайн-интервью, в котором Борис Стругацкий ответил более чем на 8600 вопросов. В 2010-е годы творческая биография Стругацких, благодаря разъяснительной деятельности Бориса Натановича и издательско-комментаторской деятельности группы «Людены» во главе с С. П. Бондаренко, оказалась фундированной источниками и вариантами изданий с той же полнотой, что и художественные миры классиков русской литературы.
По оценкам В. Кайтоха и М. Амусина, к середине 1990-х годов серьёзные литературоведческие исследования творчества Стругацких были единичными («можно пересчитать по пальцам») и многие из них стремительно устаревали. Между 1972 и 1988 годами обзорных работ не публиковалось вовсе, что объяснялось гонениями на философскую фантастику и лично на Стругацких в СССР. Одними из наиболее фундаментальных были обзоры в монографиях А. Ф. Бритикова (1970) и А. А. Урбана (1972). Бритиков заложил большую традицию восприятия творчества Стругацких как социальных мыслителей и их творчества как творческой лаборатории, тесно связанной с конструированием утопических миров. Урбан ввёл в отношении Стругацких понятие «научно-технического романтизма», который проявляется как в стремлении использования фантастических произведений для пропаганды определённых идей, так и в эффективном воздействии на эмоции читателей литературными средствами. Марк Амусин в очерке «Далеко ли до будущего?», опубликованном в 1988 году, связывал всё творчество Стругацких с гражданскими амбициями и выводил его от утопического импульса «оттепельной» эпохи. Во время одной из последних совместных рабочих сессий братьев Стругацких в октябре 1990 года Борис Натанович создал план предисловия к готовящемуся издательством «Текст» собранию сочинений. По мнению А. Скаландиса, этот план в известной степени напоминал будущие «Комментарии к пройденному»; возможно, что-то из «Комментариев…» было написано именно в это время. Однако общее предисловие написал А. Мирер — и оно явилось одной из первых попыток создания творческой биографии писателя «братья Стругацкие». В обобщающей монографии 1996 года, опубликованной в Израиле, М. Ф. Амусин продолжил рассматривать творчество писателей как отталкивающееся от определённой эпохи. Говоря о литературной технике Стругацких (включая сюжеты, образы и стилистику), М. Амусин подчёркивал, что они заново открыли для себя «великий принцип: литература может использовать в качестве исходного материала не только жизнь, „реальность“ (или плоды авторского воображения), но и другую литературу, уже оформленную кем-то словесную стихию. И шире — всяческие культурные феномены могут пойти в переделку и переплавку». В 1995 году была защищена диссертация Э. Бардасовой, в которой анализировался эстетический идеал писателей, а также вскрывались базовые темы, к которым они возвращались в разные периоды творчества. Э. Бардасова классифицировала творчество Стругацких как относящееся ко «второй волне» советской фантастики. Дмитрий Быков выделял среди доминант творчества Стругацких опыт Великой Отечественной войны: «самое страшное противоречие художественной Вселенной Стругацких заключается в том, что хороших людей формирует только война; что именно война является основным занятием этих хороших людей; что больше их взять неоткуда». Факт выживания на войне есть чудо, а стало быть, свидетельство о призвании. Отменить это призвание нельзя, «и потому надо его сначала в себе расчистить, а потом по мере сил ему следовать. Пока следуешь — будешь храним, потому что нужен. Это истинно военный императив, в мирном мире такого не сформулируешь».
На Западе Стругацких рано стали рассматривать как диссидентствующих, оппозиционных писателей, что было следствием публикаций литературоведа Дарко Сувина и журналиста-советолога Клауса Менерта. Подчёркивание ими идеологических противоречий советского государства и творчества писателей отодвинуло на второй план собственно литературный анализ. Стивен Поттс в 1991 году выпустил новаторскую монографию «Второе нашествие марксиан», в которой рассматривал братьев-соавторов как наиболее преуспевших учеников Ефремова, и потому «имидж» диссидентов был сознательным выбором стратегии для успеха на Западе. Поттс подчёркивал воздействие марксистской диалектики на социальное мышление Стругацких, выбор главных тем у которых — описание утопии и вымышленных инопланетных обществ — был предопределён с самого начала. Это же определило пессимизм творческого развития писателей, со временем всё более разочаровывавшихся в историческом прогрессе и позитивности человеческой природы. Несмотря на сатирические произведения, «бичующие советскую бюрократию, консерватизм и инертность народных масс», к марксизму писатели всегда относились лояльно. Серьёзный мировоззренческий разрыв диагностировался С. Поттсом в середине 1960-х годов, как раз когда философская и эстетическая эволюция Стругацких достигла пика. Результатом стало убеждение в несоответствии идеалистических надежд на будущее человечества и уныния, которое вызывалось наблюдением за текущей реальностью. Общую тему их фантастики Поттс обозначал как «революционный гуманизм». Почти одновременно была защищена диссертация Ивонн Хауэлл «Апокалиптический реализм: научная фантастика братьев Стругацких» (Мичиганский университет, 1990), изданная затем в монографической форме. Исследовательница вписала весь корпус сочинений Стругацких в широкий культурный и литературный контекст, выделила ключевые метафизические категории и архетипы, прослеживаемые в их текстах. В 1993 году вышла монография Войцеха Кайтоха, который попытался вписать их творчество в контекст общественно-политической жизни СССР от 1950-х до конца 1980-х годов. Польский стругацковед обратился к деятельности соавторов как теоретиков фантастики, а также вскрыл факт, что произведения Стругацких вовсе не являлись чуждыми советской литературе, в том числе и довоенных лет. Отмеченный многими исследователями «перелом» в творчестве рубежа 1960—1970-х годов Кайтох трактовал как капитуляцию писателей перед властью, когда Стругацкие вынужденно отказались от социального проектирования и перешли к исследованию нравственной незрелости человечества и методов её преодоления. Большинство произведений после «Обитаемого острова» Кайтох считал неудачными как с психологической, так и художественной точек зрения. Повесть «За миллиард лет до конца света» характеризовалась как «печальная эпитафия над бесповоротно (так должно было казаться в середине семидесятых годов) закопанным и утрамбованным гробом диссидентского движения». Философ и политолог Б. Межуев в 2009 году отмечал, что интерпретации творчества Стругацких в 1990-е годы и позднее, следовавшие почти исключительно либеральной парадигме, противоречили действительной политической ситуации эпохи создания и обнародования их ключевых произведений, включая «Обитаемый остров» и «Град обреченный». Антидиссидентские по содержанию книги в 1980-е годы обратились в свою противоположность.
В 1989 году философ Вячеслав Сербиненко предложил рассматривать творчество Стругацких через призму неудачного Контакта с Другим (в том числе инопланетными сверхцивилизациями), что красной нитью проходило через всё творчество писателей, начиная от самого первого рассказа «Извне». Борис Межуев, отталкиваясь от данного обстоятельства, в статье 2012 года дал своё объяснение причины кардинальной смены стилистики и тематики в творчестве писателей. Его тезисы цитировались писателем Геннадием Прашкевичем и историком Дмитрием Володихиным в литературной биографии Стругацких, вышедшей в серии «Жизнь замечательных людей» в 2012 году. В свою очередь, концепцию Прашкевича и Володихина неоднократно критиковали за подчёркивание последовательного антисоветизма творчества Стругацких с середины 1960-х годов и множественные фактологические ошибки. В 2016 году вышла монография политолога Ю. Черняховской, в предисловии к которой Б. Межуев подчёркивал новизну ревизионистской парадигмы, предложенной автором: Стругацкие являлись убеждёнными коммунистами, которые более последовательно отстаивали идеалы и принципы коммунистического мировоззрения в стране, где партийная бюрократия массово пренебрегала своими же принципами. Главной темой Стругацких, таким образом, был зримый образ коммунистического будущего и предупреждение неизбежных катастрофических последствий отказа от идеологии и отступления от идеалов и принципов.
Биография писателя-фантаста Анта Скаландиса «Братья Стругацкие» 2008 года была написана нестандартно, включая, помимо объёмного архивного материала, художественные реконструкции и диалоги. Критики по-разному оценили книгу. Так, Роман Арбитман заявил, что «…материал победил исследователя, книга напоминает склад артефактов из фильмов про Индиану Джонса: бок о бок громоздятся и ценности, и черепки, и тайны, не предназначенные для любопытствующих». Василий Владимирский, напротив, утверждал, что автор «внёс неоценимый вклад в исследование главного феномена отечественной НФ шестидесятых-восьмидесятых», так как между советской фантастикой последних тридцати лет существования СССР и творчеством Стругацких можно ставить знак равенства: «…в конечном итоге своими книгами они добились большего, чем те, кто выходил с плакатами на площадь». Эмоциональность и пристрастность Скаландиса, яркость его авторского «Я» вполне оправданны, так как «…говорить на эту тему иначе — отстранённо, со сдержанно-аналитических позиций, — было бы просто нечестно».

## Издания

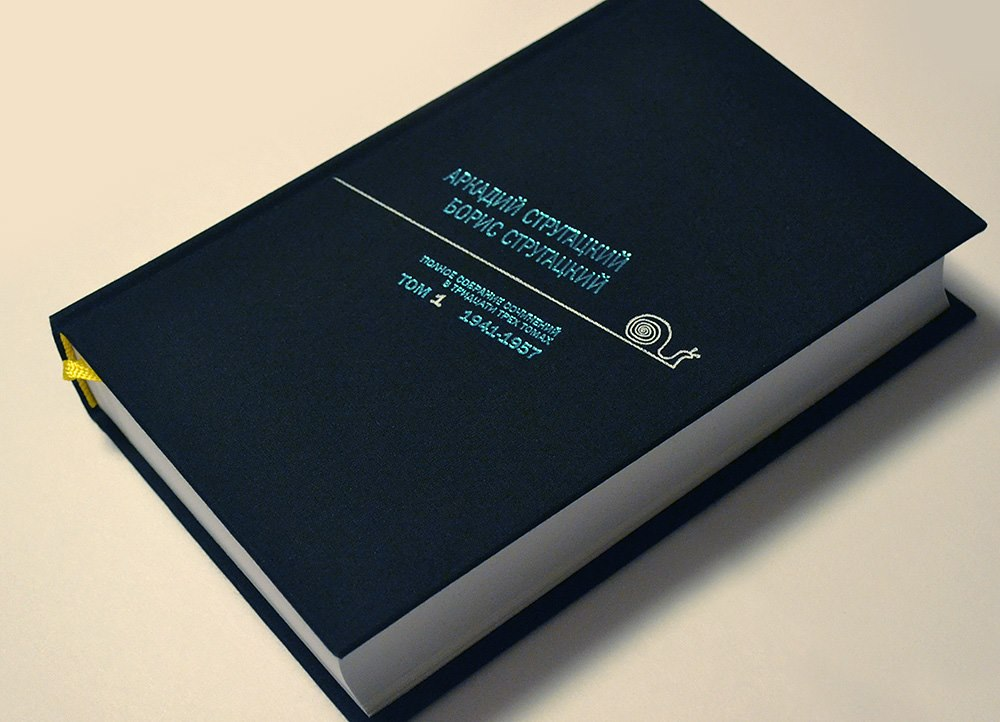
Первый том 33-томного полного собрания сочинений издательства «А. В. Сидорович» (2017)

Стругацкие были востребованными советскими писателями, и книги их, начиная с самой первой, неизменно являлись дефицитом. Первая повесть «Страна багровых туч» опубликована 90-тысячным тиражом в 1959 году, повторённым на следующий год. Спрос оставался неизменным: «Понедельник начинается в субботу» был выпущен «Детской литературой» в 1965 году тиражом в 100 000 экземпляров. Таким же тиражом вышел через шесть лет «Обитаемый остров». За 1980—1989 годы, по неполным данным, в центральных и периферийных издательствах вышло 11 книг Стругацких миллионным тиражом, три четверти из которых были переизданиями. Печатание сборника «За миллиард лет до конца света» в 1985 году издательством «Советский писатель» по неписаной «табели о рангах» тогдашней эпохи означало признание официальной значимости писателей Стругацких и советской фантастики как таковой. В перестроечную эпоху можно говорить о «буме Стругацких», так как осуществились первые издания всех ранее запретных произведений и было множество публикаций в периодических изданиях. Первая попытка издания собрания сочинений состоялась в 1990 году в издательстве «Московский рабочий» (двухтомник «Избранных сочинений»). В 1991—1994 годах было напечатано собрание сочинений издательства «Текст» под редакцией А. Мирера и М. Гуревича. Борис Стругацкий в 1990-е годы, по собственному признанию, «зажимал» выпуск книг, боясь перенасыщения рынка. Произведения Стругацких издавались в переводах на 42 языках в 33 странах мира (более 620 изданий по состоянию на 2012 год).
В 1990 году на фестивале фантастики «Аэлита» в Свердловске оформилась некоммерческая группа исследователей творчества Стругацких, получившая название «Людены» (отсылка к повести «Волны гасят ветер»). Идейной вдохновительницей и главой текстологических проектов группы стала С. П. Бондаренко. Главной задачей группы стало собирание архива рукописей и публикаций, ведение подробной библиографии. Постепенно оформилась задача восстановления авторских текстов произведений, очищенных от цензурного и иного вмешательства. Борис Стругацкий, а затем и наследники Аркадия Стругацкого передали С. Бондаренко архив, который стал храниться дома у исследовательницы — в Донецке. С этим была связана полудетективная история по спасению материалов во время военных действий 2014 года. Группа «Людены» принимала участие в создании серии «Миры братьев Стругацких» для издательских фирм «Terra Fantastica» и «АСТ». Одновременно вопросом издания полного собрания сочинений Стругацких заинтересовался предприниматель и владелец издательства «Сталкер» Александр Воронин. После встречи с Б. Стругацким идея была одобрена, составлением собрания занималась С. Бондаренко, которая предложила использовать для нового собрания восстановленные тексты. Борис Натанович Стругацкий по материалам архива написал «Комментарии к пройденному» — авторские мемуары, освещающие творческую историю произведений. В 2000—2003 годах вышло собрание сочинений в 11 томах, позднее прибавился дополнительный (12-й) том. Собрание построено по хронологическому принципу, то есть произведения в нём расположены по порядку от самого раннего к самому позднему. По выражению редактора, это позволяет читателю знакомиться с текстами так, как они «сходили с печатной машинки». Редакторы-составители именовали собрание сочинений «чёрным», имея в виду не только цвет обложек, но и предварительный характер свода как основы будущего полного собрания сочинений. Базовым для концепции всех изданий группы «Людены» был строгий хронологический порядок собрания, демонстрирующий, как последовательно менялось мировоззрение писателей, их представления о настоящем и будущем и об их взаимоотношениях.
Полные тексты произведений Стругацких (в объёме «чёрного собрания») находятся в свободном доступе на официальном сайте писателей. В 2014 году книги были удалены оттуда по требованию наследников (А. Б. Стругацкого и М. А. Стругацкой), однако в 2017 году ими было принято решение вернуть произведения в свободный доступ.
Предварительную идею 30-томного полного собрания сочинений предложил А. Воронин в 2005 году. Проект мыслился «утопическим»: планировалось включить в издание все беллетристические произведения и черновики, всю публицистику, дневники и письма братьев, а также дополнительные материалы или то, что С. Бондаренко называет «вокруг да около». Издательство «АСТ» не стало продлевать договора с наследниками авторских прав, считая собрание сочинений бесприбыльным. Андрей Борисович Стругацкий, сын Бориса Натановича, в 2017 году подписал договор с издательством «А. В. Сидорович». С 2015 года началась электронная публикация полного собрания сочинений (по ходу работы определилось, что основной его корпус составит 33 тома). С 2017 года были запущены две бумажные версии: израильского издательства «Млечный Путь» (по технологии «печать по требованию») и коллекционное А. В. Сидоровича, издаваемое в количестве 300—350 экземпляров каждого тома. Основной корпус был закончен в 2022 году, но в перспективе планируется неопределённое число дополнительных томов (в максимальном расширении около тридцати, включая фотоматериалы). 33-томник составлен по хронологически-тематическому принципу: в каждом томе содержатся произведения всех жанров, написанные за определённый временной промежуток. Каждый том включает четыре раздела: 1) художественные произведения и их варианты, текстологический комментарий с указанием расхождений в версиях; 2) публицистика: статьи и интервью; 3) письма, дневники и записные книжки; 4) справочный аппарат с включением авторского комментария Б. Стругацкого, раскрытие цитат и аллюзий.

## Память. Награды

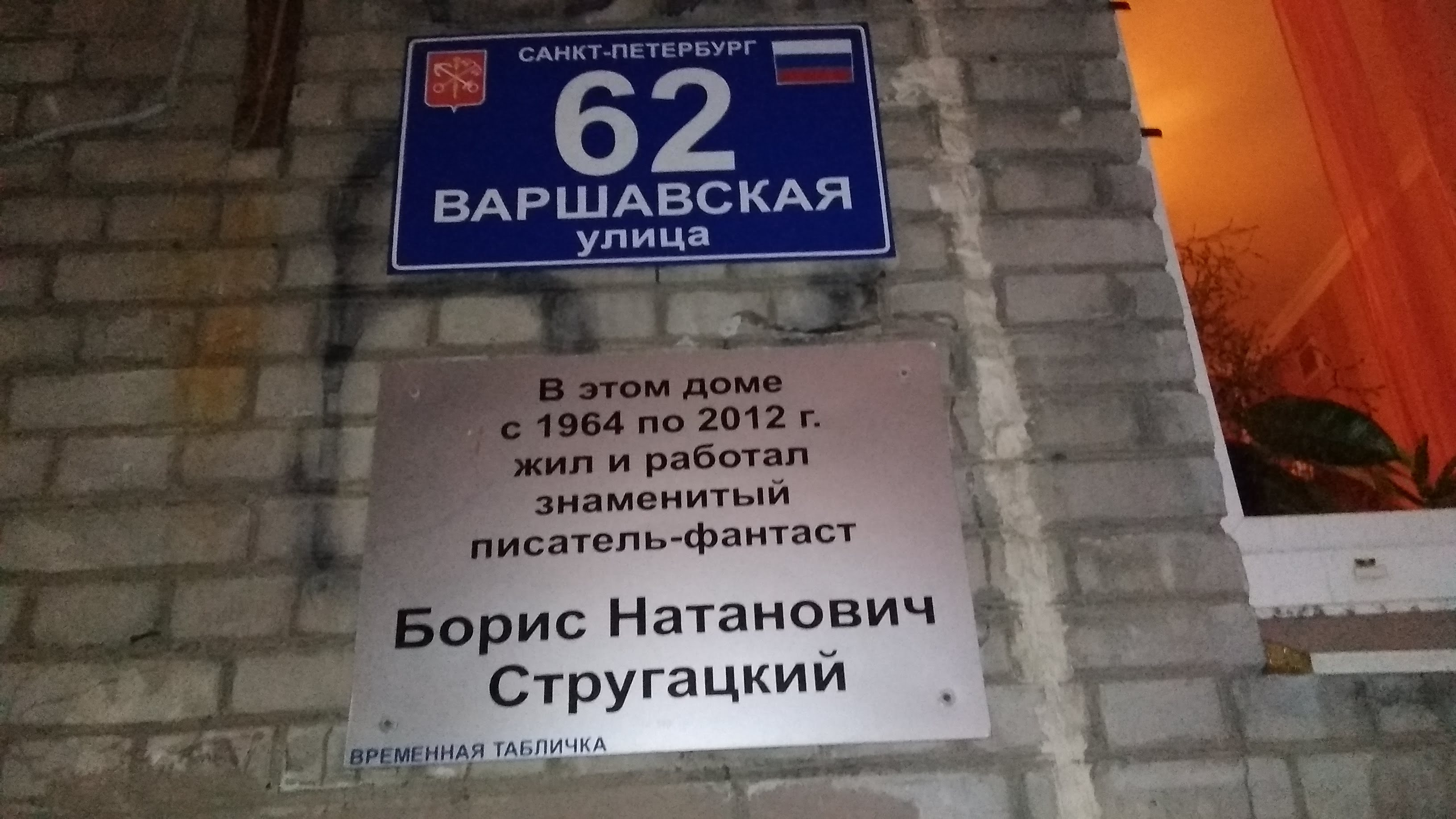
Временная мемориальная доска в Санкт-Петербурге

Свидетельство АН СССР о наименовании астероида «(3054) Стругацкия». 1987

В 1959 году повесть «Страна багровых туч» удостоилась третьей премии на конкурсе лучшей книги о науке и технике для школьников Министерства просвещения РСФСР; премия вручалась ещё до выхода книги в свет. Далее до начала 1980-х годов писатели получали только общественные и любительские награды, например приз клуба «Под интегралом» (Новосибирский Академгородок) за лучшее произведение о научной молодёжи (1965, «Понедельник начинается в субботу») или призы КЛФ «Фант» (Хабаровск) за повести «За миллиард лет до конца света» (1976) и «Жук в муравейнике» (1981). Призы разнообразных клубов любителей фантастики регулярно присуждались Стругацким в следующее десятилетие. После учреждения в 1981 году премии «Аэлита» редакции журнала «Уральский следопыт» и Совета по приключенческой и НФ литературе СП РСФСР Стругацкие стали её первыми лауреатами за повесть «Жук в муравейнике». В 1986 году Аркадий и Борис Стругацкий удостоились Государственной премия РСФСР им. М. Горького, и в том же году Б. Н. Стругацкий разделил Государственную премию РСФСР им. братьев Васильевых за сценарий кинофильма «Письма мёртвого человека» с режиссёром К. Лопушанским и писателем-фантастом В. Рыбаковым. В 1988 и 1989 годах писатели получали призы читательских симпатий на фестивале «Великое Кольцо». В 1990 году Стругацкие были награждены Беляевской премией Ленинградской писательской организации за роман «Град обреченный». Посмертно изданная повесть А. Стругацкого (под псевдонимом «С. Ярославцев») «Дьявол среди людей» в 1994 году получила премию «Интерпресскон». В постсоветской России в 1999 году Аркадию (посмертно) и Борису Стругацким была вручена премия «Паладин фантастики» Конгресса фантастов России и СНГ и в 2000 году — премия «Странник» в аналогичной категории. Братья Стругацкие — лауреаты медали «Символ Науки» за 2007 год.
Братья Стругацкие были одними из немногих советских фантастов, широко награждаемых и отмечаемых западными литературными институтами и конвентами. В 1977 году английский перевод повести «Пикник на обочине» был отмечен Кэмпбелловской мемориальной премией ассоциации «Научные фантасты США» как лучшее произведение года. В 1978 году Стругацких избрали почётными членами общества Марка Твена (США) «за выдающийся вклад в мировую литературу». В 1979 году братья получили премию имени Жюля Верна Скандинавского конгресса научной фантастики в Швеции, а в 1982 году были введены в «Почётный зал» Еврокона в Мёнхенгладбахе. «Пикник на обочине» в 1981 году получил приз «Золотой Демон» за лучшую иностранную книгу Шестого фестиваля французской фантастики в Меце. Писатели были отмечены на Евроконе в Монпелье в 1987 году и получили специальный приз всемирной организации НФ «За независимость мысли» 45-го Конвента научной фантастики в Брайтоне. Стругацких ввели в Почётный зал и на Евроконе в Фройденштадте (1992).
Именем Стругацких назван астероид № 3054, открытый 11 сентября 1977 года в Крымской астрофизической обсерватории. Название было утверждено Центром малых планет в 1985 году.
В 1994 году был запущен литературный сетевой конкурс «Тенёта» — первый в русском сегменте Интернета. Борис Стругацкий принял участие в работе жюри конкурса 1997 года, вызвав критику результатами своего судейства («открытие» маргинального писателя Баяна Ширянова). Сам писатель заявил, что уровень просмотренных им конкурсных произведений «профессиональный (неотличимый от среднего уровня типичного современного журнала)», оценив его выше возглавляемого им писательского семинара. Впрочем, Борис Натанович полагал, что «какого-то особенного будущего у сетевой литературы, разумеется, нет и быть не может по определению».
С 1998 года присуждалась литературная АБС-премия, учреждённая лично Б. Н. Стругацким. Незадолго до его кончины в 2012 году был создан Фонд братьев Стругацких, исполнительным директором которого и распорядителем премии явился С. Арно. В 2024 году присуждение премии приостановлено в связи с уходом Андрея Стругацкого (сына Бориса Стругацкого) с должности председателя Фонда, а также кончиной ответственного секретаря АБС-премии Н. М. Романецкого.
В 2011 году фонд Михаила Прохорова, учредивший литературную премию «НОС», представил проект «НОС-1973», в рамках которого рассматривались тексты, написанные или впервые опубликованные в 1973 году. В шорт-листе среди произведений пятнадцати писателей (в том числе Набокова и Трифонова) оказалась и повесть Стругацких «Пикник на обочине». Член жюри Владислав Толстов, объясняя расхождение между выбором жюри и голосованием читателей на сайте премии (жюри избрало «Прогулки с Пушкиным» Синявского, эксперты — «Москва — Петушки», а читатели при онлайн-голосовании — «Сандро из Чегема»), отмечал: «…из того тошнотворного казённого литературного ряда, который представляла собой официозная совлитература 1973 года, выделяются прежде всего книги Стругацких, Искандера, Шукшина. Потому что их тогда читали, выменивали, крали из библиотек, вырезали из толстых журналов и переплетали. Обсуждали. Помнят. Это важно. А вот Терца — не помнят. Ну не помнят, и всё. И не переиздают его именно поэтому». Член жюри Алексей Левинсон отмечал, что отобранные книги «не удаляли от жизни, а позволяли жить ею, делали её приемлемой. Они играли интересную роль примирения читателя с его повседневностью». «Пикник на обочине» Стругацких был назван «гиперреальным», а мир Чегема — «внереальностью». В любом случае, эти книги (включая «алкомир» В. Ерофеева) защищали систему истинных ценностей, чем отличались «от чтива, уводящего в мир ценностей, которых читатель не может и не будет придерживаться в жизни». В апреле 2024 года прошла презентация проекта Василия Владимирского «Мир без Стругацких». «Техзадание, полученное авторами сборника, звучало примерно так: Стругацких не было, но современная отечественная научная фантастика возникла. Кто из советских писателей-нефантастов смог бы выступить в роли её основателей? Придумайте и напишите за этого автора фантастический текст». Результаты эксперимента вызвали неоднозначную реакцию критиков.
В 2014 году имя писателей присвоено площади в Санкт-Петербурге неподалёку от дома Бориса Стругацкого. На 2015 год было запланировано создание музея в петербургской квартире Бориса Стругацкого, к 2023 году точная дата открытия музея и его локация неизвестны. На доме в Петербурге на улице Победы, где жил Борис Стругацкий, в 2023 году установлена мемориальная доска.

### Комментарии
1. ↑  Биографы и критики неоднократно отмечали разницу качества литературных текстов Стругацких, созданных в разных форматах авторства. Ант Скаландис, характеризуя дебютную повесть в трёх рассказах «Извне» (1960), говорил, что она была написана тремя разными людьми: первую главу писал Аркадий Стругацкий, вторую — Борис Стругацкий, третью — «очень юный, очень неопытный ещё писатель» братья Стругацкие[1]. Борис Межуев тоже заявлял: «Всё, что писал С. Ярославцев (то есть отдельно Аркадий Натанович) было в общем и целом на порядок ниже творчества АБС, то, что писал С. Витицкий (то есть отдельно Борис Натанович), было не слабее лучших произведений великих братьев»[2]. Примерно в таких же выражениях характеризовал отдельные произведения А. Н. и Б. Н. Стругацких и Ант Скаландис[3].
2. ↑  Борис Стругацкий также категорически утверждал, что событийная сторона их с братом биографии завершилась в 1956 году[5]. Осознание единой писательской личности побудило братьев вычислить её «дату рождения», равноудалённую от 1925 и 1933 годов; получился 1929 год[6].
3. ↑  В литературной жизни Москвы в 1950-е годы заметную роль играли неформальные объединения по типу салонов; А. Н. Стругацкий сначала являлся членом салона переводчицы Веры Марковой, у которой бывал Роман Ким и произошло знакомство с Ефремовым[24][25].
4. ↑  В 1970-е годы произошло разделение фантастики на «официальную» и «самиздатовскую». Первая существовала под контролем ЦК КПСС, официальными каналами её издания и распространения стали журнал «Искатель» и новая редакция «Молодой гвардии» во главе с Ю. Медведевым[28].
5. ↑  Критик Роман Арбитман о том же писал в предисловии к 33-томному полному собранию сочинений: «На самом деле писатели вовсе не являлись ни ярыми диссидентами — несмотря на „Гадких лебедей“, выпущенных эмигрантским „Посевом“, — ни уж тем более оплотом правящего режима — несмотря на неизменное присутствие слов „коммунист“ и „коммунар“ в их романах о светлом завтра. Писатели просто-напросто старались честно, не роняя себя, существовать в заданных условиях и выжимали максимум из тех немногих степеней свободы, которые им в данный момент предоставляло Гомеостатическое Мироздание»[32].
6. ↑  В дневнике А. Н. Стругацкого под 20 января 1991 года записано следующее: «Устал от Бориса. Такое впечатление, что приезжает он отожраться мясом и смотреть видик и ТВ. Под конец подрассорились. <…> Я от злости зашёлся. Не могу я больше с ним дела иметь. Болею от него. Планирует он во второй половине февраля заявиться, а я не пущу. <…> вас, Б. Н., мне здоровье дороже. После отъезда его у меня аж что-то вроде истерики случилось…»[35]
7. ↑  Согласно Ю. Черняховской, во всех перечисленных произведениях описан процесс бюрократизации коммунистического идеала и самого процесса движения в будущее. «Идея свободного труда как естественной потребности человека превращается в идею готовности исполнения любых указаний власти». Начинается обессмысливание самого движения к коммунизму. В «Улитке на склоне» противопоставлены друг другу Лес как метафора непознанного Будущего и Управление как метафора Настоящего, пытающегося это будущее постичь. «Управление в повести создано для познания Леса, но не может решить свою задачу, отчасти и потому, что в большей степени занимается не её решением…, большая часть работы связанна с абсолютно нерациональной внутренней деятельностью, претендующей на рациональность, но лишённой какого-либо смысла». То есть целью существования Управления является существование Управления. В «Сказке о Тройке» тоже демонстрируется, как чиновники превращают любимую работу в мучение. Бюрократия вообще представлялась Стругацким отражением идеалов и культуры «массового сытого человека», работающим только в стандарте общества потребления, враждебного коммунизму, транслирующего и воспроизводящего только ценности общества потребления[73].
8. ↑  Второстепенный сюжет (сцены на планете Надежда) посвящён описанию страны, подведённой к краю тотальной катастрофы, в которой представители чужой цивилизации «под видом спасения выманивают и увозят к себе её детей и всех, кто сохраняет способность к рациональному действию»[77].
9. ↑  Ю. Черняховская резюмировала это так: «В силу ряда обстоятельств КОМКОН-2 получает основания подозревать, что один из работавших на другой планете прогрессоров является биороботом неизвестной и более могущественной, чем Земля, цивилизации и прорывается на Землю, а именно — в центр, где хранится устройство, теоретически способное оказать на него некое неизвестное воздействие. Неизвестно, существует эта цивилизация или нет. Неизвестно, имеет к ней отношение Лев Абалкин, которого подозревают в том, что он искусственно создан ею, или нет. Неизвестно, по какой причине он рвётся в названный центр и знает ли он что-то о данном устройстве или нет. Возможно, опасности нет, возможно — она есть. Насколько серьёзная — неизвестно. <…> Рудольф Сикорски, „Странник“, бывший когда-то резидентом Земли …в „Обитаемом острове“…, стоит перед выбором между верой в возможность благоприятного развития и в то, что угроза мнима, и негативным сценарием, в котором угроза смертельна»[81].
10. ↑  Д. Володихин и Г. Прашкевич, характеризуя стилистику творчества, напротив, говорили, что  «ранний Ефремов настолько же энергичнее и живее ранних Стругацких, насколько зрелые Стругацкие (с середины 60-х) в литературном отношении более совершенны, чем зрелый Ефремов»[93].
11. ↑  Аркадий Стругацкий рано отрефлексировал данный феномен. Ещё до начала их с братом писательской карьеры он сообщал: «Мой лично стиль находится в прямой и непосредственной зависимости от стиля книг, которые я читаю в данный период. Когда же всё написанное соединяется, получается в стилистическом отношении такой винегрет, что вчуже страшно становится. Начало звучит отголосками трагической напряжённости Гюго, часть первых глав — едкий (вернее, претензии на оный) юмор Щедрина, дальше — грустная усмешка Теккерея и т. д. и т. п.»[94].
12. ↑  В отличие от Лема и Ле Гуин, Стругацкие никогда не пытались моделировать альтернативных биологических форм разумной жизни и непротиворечивой картины социума, которая выстраивается на этой биологической основе. Инопланетяне Стругацких, за редким исключением, в биосоциальном отношении неотделимы от людей, отличаются только течение и формы исторического времени. Единственная целостная непротиворечивая картина неземной цивилизации представлена в лесных главах «Улитки на склоне». М. Амусин отмечал, что и Ле Гуин, и большинство её коллег сосредотачивали внимание читателей на «далёком», экзотичном, непонятном. Её Экумена одновременно характеризуется центростремительностью и атомарностью; картина мира подана через сложные мифопоэтические метафоры, сложный символизм. Вселенная Стругацких в мировоззренческом отношении птолемеевская — она тяготеет к человеку и вращается вокруг человека. Писательская установка принципиально антитрансцендентная, антимифологическая. В ней отсутствуют отсылки к высшим, универсальным сущностям; все сложнейшие проблемы мыслятся умопостигаемыми, осязаемыми и обозримыми[101].
13. ↑  Отдельно рассматривается вопрос адресации текстов Стругацких, которая самими авторами почти не демонстрировалась (единственное исключение — иронический подзаголовок к повести «Понедельник начинается в субботу» — «для научных работников младшего возраста»). В «Хромой судьбе» вообще содержится деконструкция образа читателя: Феликс Сорокин утверждает, что о своих читателях ничего не знает. «Это просто очень много незнакомых, совершенно посторонних мне людей». Практически во всех сводных исследованиях стругацкого творчества содержатся периодизации, основанные на констатации следующего факта: произведения, написанные в разные годы, отличаются друг от друга до такой степени, что кажутся обращёнными к разным адресатам. Большинству исследователей Стругацкие интересны только после их выхода за пределы «твёрдой научной фантастики» (hard SF). Лев Лосев отмечал (не ссылаясь на тексты Стругацких), что под маской детской или юношеской литературы может скрываться послание для значительно более искушённых читателей[104]. Ирина Каспэ на основе социологических опросов читателей Стругацких пришла к выводу, что «логика поступательной эволюции от простого к сложному, от однозначного к многозначному здесь не всегда работает, а аудитория ранних и поздних произведений может различаться гораздо меньше, чем сами произведения»[70].
14. ↑  Очень часто интерпретации аллюзий и аллегорий оказываются неработающими или обманными. «Доктора Голема из „Гадких лебедей“ (1967) абсолютно ничто не связывает с каббалистической легендой, а имена действующих лиц повести «Второе нашествие марсиан» (1966) весьма произвольно заимствованы из греческой мифологии: домохозяйка в возрасте не имеет ничего общего с мифологической Эвридикой, городской интеллектуал — с Хароном, занудный аптекарь — с Ахиллесом, и т. д. В отличие от джойсовского «Улисса» или «Кентавра» Апдайка, «Второе нашествие марсиан» не подразумевает характерологических или сюжетных намёков. Перед читателями оказывается псевдозагадка и одновременно то, что распознаётся как особая „атмосфера“, „аура“ повествования. Древнегреческая аура, возможно, привносит в текст значения рока, выбора, трагедии, контрастирующие с гротескной историей о добыче марсианами человеческого желудочного сока в индустриальных масштабах, но не поддаётся дальнейшей расшифровке»[70].
15. ↑  «…В текстах Стругацких могут встречаться заимствования, читательское узнавание которых, вероятнее всего, вообще не планировалось…, а если и происходит — остаётся обманчивым ключом, не раскрывающим никаких потаённых смыслов текста… Скорее такие заимствования наслаиваются на основной сюжетный каркас, придавая вымышленному фантастическому миру дополнительную достоверность, правдоподобие. Собственно, это не столько отсылки, сколько отпечатки других „миров“, других реальностей, уже существовавших к моменту написания текста, имевших отношение к литературе и читательскому опыту и в то же время внелитературных»[70].
16. ↑  Наиболее явно проявляются в этом контексте «кафкианские сюжетные ходы и хемингуэевский синтаксис»[70].
17. ↑  Философ и социолог А. А. Грицанов писал: «Образ дона Руматы или Антона в романе „Трудно быть богом“ был изоморфен тому типу личности, в облике которой воспринимали себя — как актуально, так и потенциально — большинство диссидентов и „внутренних эмигрантов“ СССР в 1960—1980-х»[157].
18. ↑  До середины 1980-х годов спрос на книги Стругацких намного превышал предложение, что доказывается появлением в самиздате так называемых «Христолюдей» — искажённого перевода «Хризалид» Джона Уиндема (оригинал 1955) и появление неизвестно кем дописанных «недостающих глав» «Обитаемого острова»[191][192].
19. ↑  На 1986 год 150 изданий в 22 странах[191].

### Словарно-энциклопедические издания
- Арзамасцева И. Н. Стругацкие, Аркадий Натанович и Борис Натанович // Русские писатели XX века: Биографический словарь / Гл. ред. и сост. П. А. Николаев. — М. : Большая российская энциклопедия; Рандеву, 2000. — С. 669—671. — 808 с. — ISBN 5-85270-289-7.
- Грицанов А. А. Стругацкие // Социология: Энциклопедия / Сост. А. А. Грицанов, В. Л. Абушенко, Г. М. Евелькин, Г. Н. Соколова, О. В. Терещенко. — Минск : Книжный Дом, 2003. — 1312 с. — (Мир энциклопедий). — ISBN 985-428-619-3.
- Громова А. Г. Стругацкие // Краткая литературная энциклопедия / Гл. ред. А. А. Сурков. — М. : Советская энциклопедия, 1972. — Т. 7: «Советская Украина» — Флиакки. — С. 227—228. — 1008 с.
- Казаков В., Керзин А., Флейшман Ю. Библиография. От составителей. Художественные произведения // Миры братьев Стругацких. Энциклопедия: Том 2 / Сост. В. Борисов. — М., СПб. : АСТ, Terra Fantastica, 1999. — С. 419—460. — 560 с. — (Миры братьев Стругацких). — ISBN 5-237-01562-X.
- Стругацкие // Литературный энциклопедический словарь / Под общ. ред. В. М. Кожевникова, П. А. Николаева. — М. : Сов. энциклопедия, 1987. — С. 705—706. — 752 с.
- Минералов Ю. И. Стругацкий Аркадий Натанович (1925—1991). Стругацкий Борис Натанович (р. 1933) // Русские детские писатели XX века : Биобиблиографический словарь. — М. : Флинта, Наука, 1997. — С. 427—430. — 504 с. — 5000 экз. — ISBN 5-89349-010-X. — ISBN 5-02-011304-2.
- Lutz R. C. Arkady Strugatsky and Boris Strugatsky // Cyclopedia of world authors / Ed. by F. N. Magill. — Revised Third Ed. — Pasadena, Calif. : Salem Press, 1997. — Vol. 5: Sim—Z. — P. 1947—1948. — 1849—2235 p. — ISBN 0-89356-449-4.

### Диссертации
- Бардасова Э. В. Концепция возможных миров в свете эстетического идеала писателей-фантастов А. и Б. Стругацких : диссертация … кандидата филологических наук : 10.01.01 / Научный руководитель: доктор филологических наук, профессор Нигматуллина Ю. Г. — Казань, 1995. — 159 с.
- Демкина А. В. Конструирование возможного будущего в позднесоветской интеллектуальной культуре 1980-х — начала 1990-х гг.: на примере фантастической литературы: диссертация… кандидата культурологии 24.00.01 : Место защиты: Российский государственный гуманитарный университет. — Москва, 2022. — 355 с.
- Кузнецова А. В. Рецепция творчества братьев Стругацких в критике и литературоведении : 1950—1990-е гг. : диссертация … кандидата филологических наук : 10.01.01. — Москва, 2004. — 248 с.
- Милославская В. В. Творчество А. и Б. Стругацких в контексте эстетических стратегий постмодернизма : Дис. …канд. филолог. наук. 10 01 01 — Русская литература. — Ставрополь, 2008. — 144 с.
- Неронова И. В. Художественный мир и его конструирование в творчестве А. Н. и Б. Н. Стругацких 1980-х годов : Специальность 10.01.01. — русская литература (филологические науки); Диссертация на соискание учёной степени кандидата филологических наук. — Ярославль : Ярославский государственный университет им. П. Г. Демидова, 2015. — 209 с.
- Тельпов Р. Е. Особенности языка и стиля прозы братьев Стругацких: диссертация… кандидата филологических наук: 10.02.01 : Место защиты: Моск. пед. гос. ун-т. — Москва, 2008. — 244 с.
- Фролов А. В. Трансформация мироощущения героя и автора в процессе творческой эволюции Аркадия и Бориса Стругацких («Далёкая Радуга» — «Улитка на склоне» — «Град обреченный») : Диссертация на соискание учёной степени кандидата филологических наук: 10.01.01. — Брянск, 2016. — 221 с.

### Статьи
- Амусин М. Далеко ли до будущего? // Нева : Орган Союза писателей РСФСР и Ленинградской писательской организации. — 1988. — № 2. — С. 153—160.
- Амусин М. Ф. Стругацкие и фантастика текста // Звезда. — 2000. — № 7. — С. 208—216.
- Амусин М. Ф. Стругацкие и принцип неопределенности // Нева. — 2005. — № 4. — С. 190—200.
- Амусин М. Ф. Арканар / Вестерос: трудно быть человеком // Знамя. — 2022. — № 2. — С. 175—185.
- Бреева Т. Н. Деконструкция утопического дискурса в цикле произведений братьев Стругацких «Мир Полудня» // Известия Уральского федерального университета. Серия 2: Гуманитарные науки. — 2015. — Т. 136, № 1. — С. 226—235.
- Буря В. Родные и крестные отцы «бикинийской» истории // Дальний Восток. — 2018. — Вып. юбилейный выпуск.
- Васюченко И. Отвергнувшие воскресенье. (Заметки о творчестве Аркадия и Бориса Стругацких) // Знамя : Орган Союза писателей СССР. — 1989. — № 5 (май). — С. 216—225.
- Зеркалов А. Игра по собственным правилам // Стругацкий А., Стругацкий Б. Собрание сочинений. — М. : Текст, 1991. — Т. 1: Повести и рассказы. Извне. Путь на Амальтею. Стажёры. Рассказы. — С. 5—18. — 428 с. — 225 000 экз. — ISBN 5-87106-007-2.
- Каспэ И. Смысл (частной) жизни, или Почему мы читаем Стругацких? Новое литературное обозрение, 2007, №6. Журнальный зал. Дата обращения: 24 сентября 2023.
- Керн Г. Иван Ефремов и братья Стругацкие: модели и анти-модели российской научной фантастики. Архив публикаций Ефремова и материалов о нём. Дата обращения: 4 октября 2023.
- Комиссаров В. В. От «желающих странного» до «выродков»: трансформация образа интеллигенции в творчестве А. Н. и Б. Н. Стругацких // Интеллигенция и мир. Российский междисциплинарный журнал социальногуманитарных наук. — 2008. — № 3. — С. 96—107.
- Кукулин И.. Альтернативное социальное проектирование в советском обществе 1960-1970-х годов, или Почему в современной России не прижились левые политические практики. Новое литературное обозрение. Polit.ru (29 февраля 2008). Дата обращения: 9 октября 2023.
- Кукулин И. Философия Стругацких. Русская литература XX века. Сезон 2. Arzamas. Дата обращения: 24 сентября 2023.
- Лисовицкая В. Н. Поиск «другого» в прозе братьев Стругацких 50-х годов // Культура и текст. — 2022. — № 1 (48). — С. 57—67. — doi:10.37386/2305–4077–2022–1–57–67.
- Межуев Б.. Повесть о просвещённом авторитаризме. Русский журнал. ИНТЕЛРОС – Интеллектуальная Россия (19 января 2009). Дата обращения: 7 сентября 2022.
- Межуев Б. Тайна «Мира Полдня». Гефтер (28 ноября 2012).
- Неронова И. В. Раннее творчество братьев Стругацких: поиск индивидуального стиля // Проблемы исторической поэтики. — 2016. — Вып. 4: Поэтика фантастического. — С. 222—235. — ISSN 1026-9479. — doi:10.15393/j9.art.2016.3746.
- Осенев И. А. Фантастика нашего времени: новейшие собрания сочинений братьев Стругацких. Наука в мегаполисе, №4 (39). Московский городской университет МГПУ (11 апреля 2022). Дата обращения: 24 сентября 2023.
- Рац М., Хромченко М. О методологии Г. П. Щедровицкого и «прогрессорстве» А. Н. и Б. Н. Стругацких. Новое литературное обозрение. Журнальный зал (2008).
- Сербиненко В. Три века скитаний в мире утопии. Читая братьев Стругацких // Новый мир : Орган Союза писателей СССР. — 1989. — № 5 (май). — С. 242—255.
- Снигирев А. В. «Астронавты» в «Стране багровых туч»: ещё раз о проблеме «Стругацкие — Лем» // Уральский филологический вестник. Серия: Русская литература XX—XXI веков: направления и течения. — 2015. — № 2. — С. 175—182.
- Снигирев А. В. Братья Стругацкие: Приемы моделирования автомифа // Филология и культура. — 2021. — № 1 (63). — С. 208—213.
- Сувин Д. Творчество братьев Стругацких / перевела Алла Кузнецова // Lib.ru/Фантастика. — 2009. — Suvin Darko. The Literary Opus of the Strugatskii Brothers // Canadian-American Slavic Studies, VIII, 3 (Fall 1974), P. 454—463.
- Фролов А. В. «Мир „Полудня“ Аркадия и Бориса Стругацких и мир „Туманности Андромеды“ Ивана Ефремова: тематика, идеи, традиции». Даниил Хармс. Дата обращения: 23 сентября 2023.
- Шавшин М. С. К вопросу влияния на творчество братьев Стругацких. ЛитМир. Дата обращения: 12 декабря 2023.

### Монографии
- Амусин М. Ф. Братья Стругацкие : очерк творчества. — Иерусалим : Бесэдер, 1996. — 187 с. — ISBN 965-7031-06-0.
- Бритиков А. Ф. Отечественная научно-фантастическая литература (1917—1991 годы). — 2-е изд., испр. — СПб. : Борей-Арт, 2005. — Кн. 1: Научная фантастика — особый род искусства. — 308 с.
- Вишневский Б. Л. Двойная звезда: Миры братьев Стругацких. — СПб. : Дом Галича, 2022. — 456 с.
- Володихин Д. М., Прашкевич Г. М. Братья Стругацкие. Мечты о несбывшемся. — М. : Молодая гвардия, 2012. — 350 с. — (Жизнь замечательных людей, вып. 1331). — ISBN 978-5-235-03475-4. Переиздание: «Молодая гвардия», 2023 (Биографика: Классика), ISBN 978-5-235-05056-3.
- Кайтох В. Братья Стругацкие / Пер. с пол. В. Борисова // Стругацкий А. Н., Стругацкий Б. Н. Собрание сочинений. В 11 т. — Донецк : Сталкер, 2003. — Т. 12, дополнительный. — С. 409—638. — 699 с. — ISBN 966-696-215-2.
- Комиссаров В. В. «Этого ожидали…»: Роман И. А. Ефремова «Туманность Андромеды» и футуристические проекты советской интеллигенции. — Иваново: ПресСто, 2017. — 116 с. — ISBN 978-5-9909681-0-3.
- Куланов А. Е. Роман Ким. — М. : Молодая гвардия, 2016. — 413 с. — (Жизнь замечательных людей. Вып. 1789 (1589)). — 3000 экз. — ISBN 978-5-235-03893-6.
- Надежкина Т. О. Три мифа Стругацких: монография. — Владивосток : Морской гос. ун-т им. адм. Г. И. Невельского, 2010. — 197 с. — ISBN 978-5-8343-0591-0.
- Милославская В. В. Творчество А. и Б. Стругацких в контексте эстетических стратегий постмодернизма : монография. — Ставрополь : Изд-во СКФУ, 2014. — 157 с. — ISBN 978-5-88648-912-5.
- Поттс С. В. Второе нашествие марксиан: Беллетристика братьев Стругацких. Potts Stephen W.  The Second Marxian Invasion:  The Fiction of the Strugatsky Brothers.  San-Bernardino: The Borgo Press, 1991. Перевод А. Кузнецовой. Библиотека Мошкова (17 февраля 2009). Дата обращения: 24 сентября 2023.
- Просветов И. «Крёстный отец» Штирлица. — М. : Вече, 2015. — 317 с. — (Гриф секретности снят). — ISBN 978-5-4444-2766-8.
- Ревич Всеволод. «Фантастика — это не жанр, это способ мыслить» // Перекрёсток утопий. Судьбы фантастики на фоне судеб страны. — М. : Институт востоковедения РАН, 1998. — С. 244—286. — 354 с. — ISBN 5-89282-092-0.
- Скаландис А. Братья Стругацкие. — М. : АСТ, 2008. — 702 с. — ISBN 978-5-17-052684-0.
- Стругацкий А., Стругацкий Б. Полное собрание сочинений в тридцати трёх томах / Составители: Светлана Бондаренко, Виктор Курильский, Юрий Флейшман. — Группа «Людены», 2015. — Т. 1: 1941—1957. — 416 с.
- Стругацкий А., Стругацкий Б. Полное собрание сочинений в тридцати трёх томах / Составители: Светлана Бондаренко, Виктор Курильский. — Группа «Людены», 2020. — Т. 29: 1990—1993. — 598 с.
- Стругацкий А., Стругацкий Б. Полное собрание сочинений в тридцати трёх томах / Составители: Светлана Бондаренко, Виктор Курильский. — Группа «Людены», 2020. — Т. 31: 1997—2000. — 598 с.
- Урбан А. А. От техники к человеку // Фантастика и наш мир. — Л. : Советский писатель, 1972. — С. 158—211. — 256 с.
- Феномен творческого кризиса: монография / под общ. ред. Т. А. Снигирёвой и А. В. Подчиненова. — Екатеринбург : Изд-во Урал. ун-та, 2017. — 398 с. — ISBN 978-5-7996-2239-8.
- Хауэлл И. Апокалиптический реализм: Научная фантастика Аркадия и Бориса Стругацких / пер. с англ. Е. Нестеровой. — СПб. : БиблиоРоссика, 2021. — 192 с. — (Современная западная русистика = Contemporary Western Rusistika). — ISBN 978-5-6044709-2-3.
- Черняховская Ю. Братья Стругацкие: письма о будущем. — М. : Книжный мир, 2016. — 384 с. — Б. Межуев. Атлантида, которую мы потеряли (предисловие). — ISBN 978-5-8041-0878-7.
- Шавшин М. Стругацкие. Всплеск в тишине : литературно-критические эссе. — СПб. : Анима, 2015. — 287 с. — 3000 экз. — ISBN 978-5-9907020-0-4.